# Географія Сполучених Штатів Америки
Сполучені Штати Америки — північноамериканська країна, що простяглась від узбережжя Тихого океану на заході до узбережжя Атлантичного на сході, між Канадою на півночі та Мексикою на півдні. До складу США також входять штати Аляска, на крайньому північному заході континенту, і Гаваї, на однойменних островах у тропічній частині Тихого океану. США також належать ряд островів і архіпелагів у Атлантичному і Тихому океанах . Загальна площа країни, без заморських територій, дорівнює 9 826 675 км² (третє місце у світі), з яких на суходіл припадає 9 147 593 км², а на поверхню внутрішніх вод — 685 924 км² США. Площа країни вдвічі менша за площу Російської Федерації або Південної Америки, утричі менша за площу Африки, трохи більша за площу Китаю. 

## Назва
Офіційна назва — Сполучені Штати Америки, Сполучені Штати, США (англ. United States of America, United States; USA, US). Назва країни була уперше використана в Декларації незалежності США: «Ми, таким чином, представники союзних держав Америки, що зібралися на Генеральний Конгрес…». У преамбулі до Конституції США знову застосована така назва: «Ми, народ Сполучених Штатів…» Імовірно, фраза «сполучені штати» була використана замість простого переліку колишніх британських колоній, оскільки до останнього залишалося невизначеним, які саме колонії підпишуть документ. Термін «штат» (англ. State) в назві країни означає те саме, що й держава, і прямо вказує на федеративний устрій і рівноправність суб'єктів, що її утворюють. Походження назви континенту Америка спірне. За найпопулярнішою теорією, назва походить від латинізованого імені італійського дослідника і картографа Амеріго Веспуччі (лат. Americus Vespucius; 1454-1512), що перетворилося спочатку на Америко, а потім — Америка. Жіночий рід був обраний відповідно до закінчення всіх інших відомих на той час континентів.

## Географічне положення
Сполучені Штати Америки — північноамериканська країна, що межує з двома іншими країнами: на півночі — з Канадою (спільний кордон — 8893 км, включно з 2477 км кордону на Алясці), на півдні — з Мексикою (3155 км). 28,5 км державного кордону на Кубі, де розміщується на постійній орендній основі військово-морська база США — Гуантанамо. Загальна довжина державного кордону — 12 048 км. Сполучені Штати Америки омиваються водами Тихого океану на заході, Атлантичного — на сході, Північного Льодовитого — на півночі (штат Аляска). Загальна довжина морського узбережжя 19,9 тис. км.
Згідно з Конвенцією Організації Об'єднаних Націй з морського права (UNCLOS) 1982 року, протяжність територіальних вод країни встановлено в 12 морських миль (22,2 км). Прилегла до територіальних вод зона, в якій держава може здійснювати контроль, необхідний для запобігання порушень митних, фіскальних, імміграційних або санітарних законів, простягається на 24 морські милі (44,4 км) від узбережжя (стаття 33). Виключна економічна зона встановлена на відстань 200 морських миль (370,4 км) від узбережжя. Протяжність континентального шельфу не визначена.

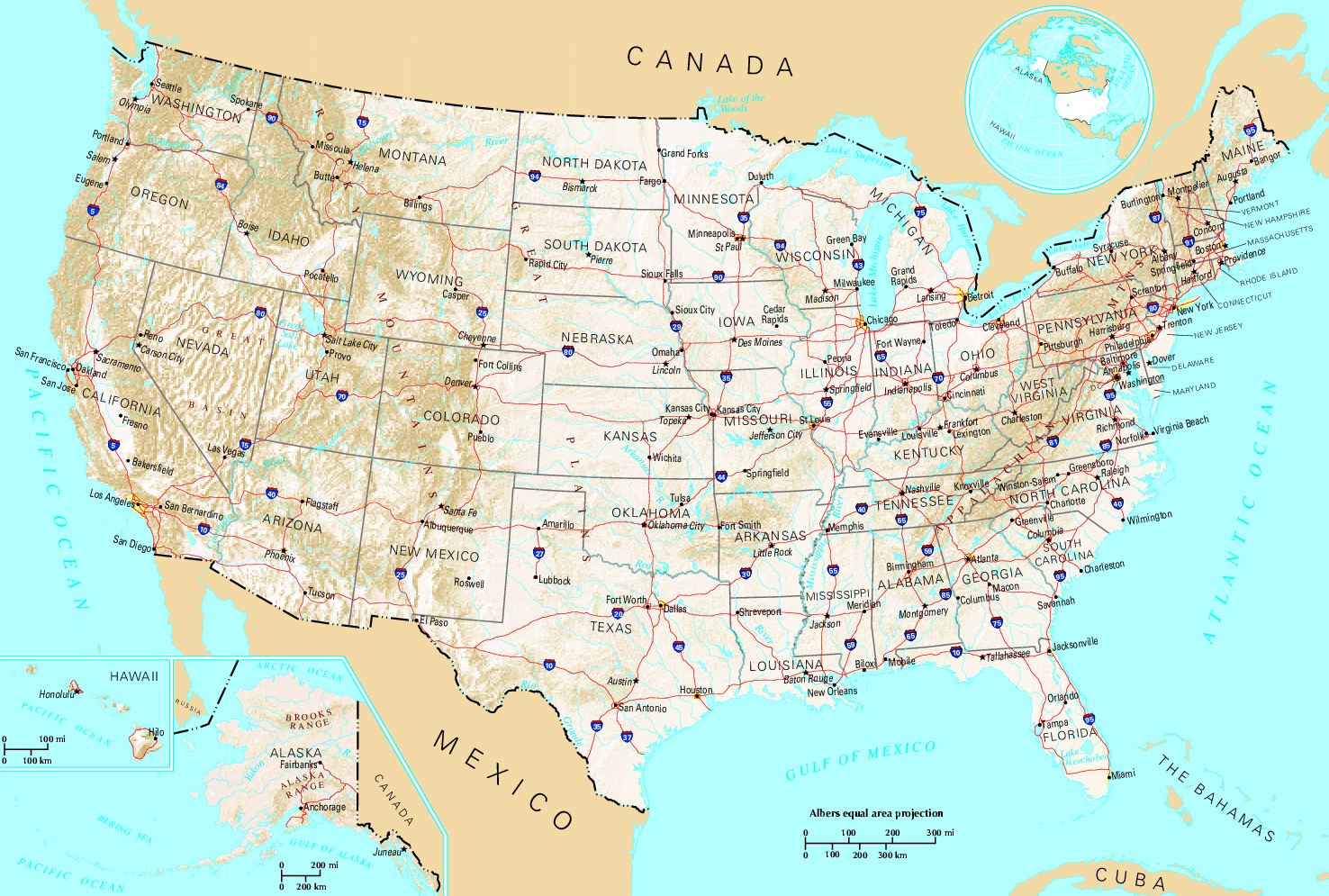
Карта Сполучених Штатів Америки (англ.)
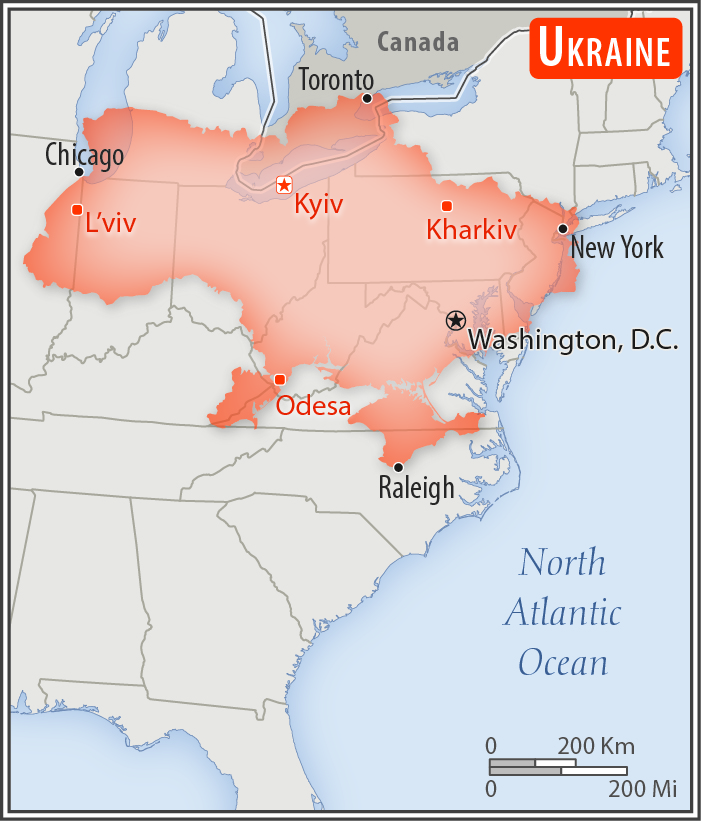
Порівняння розмірів території України та США
Виключна економічна зона США

### Час

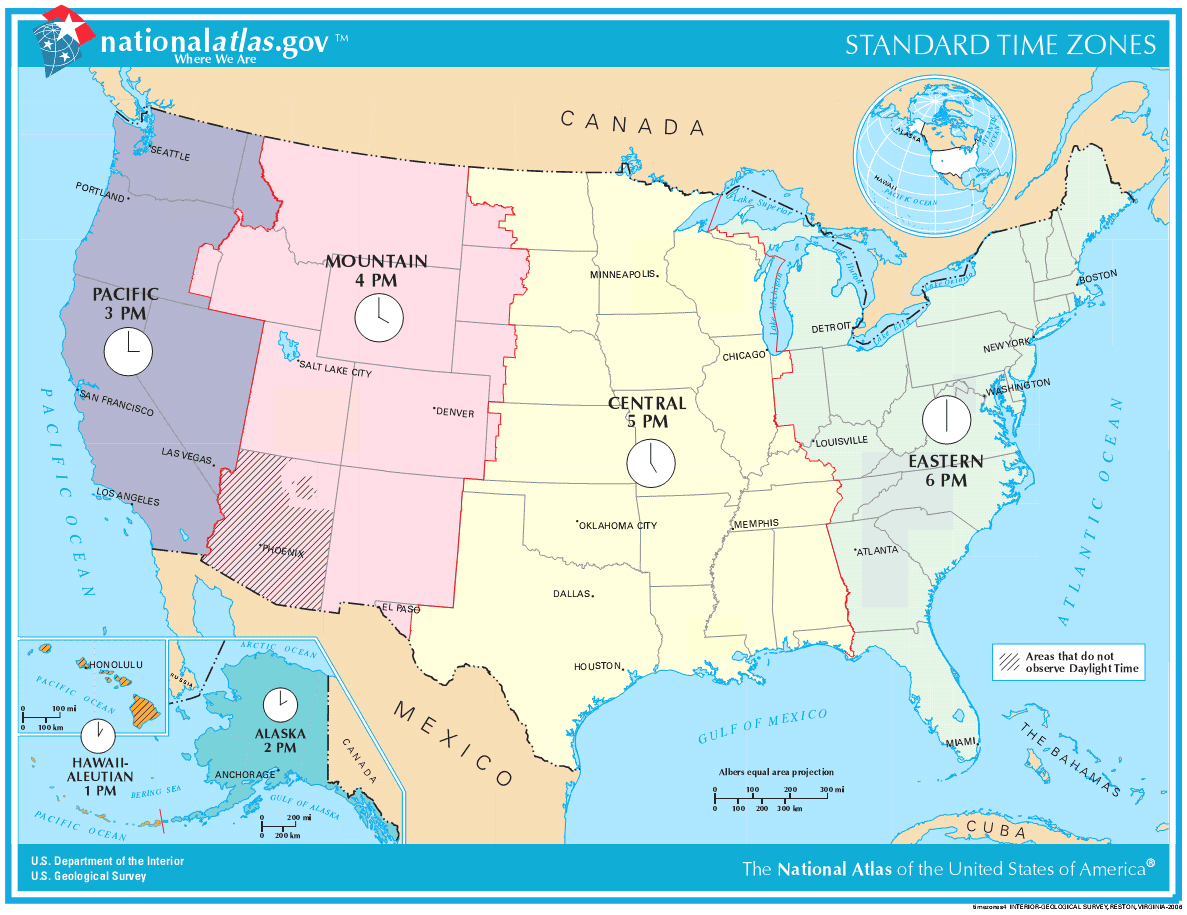
Годинні пояси США

США лежать в шести годинних поясах: UTC-10 (Гавайські й Алеутські острови); UTC-9 (Аляска); UTC-8 (Тихоокеанське узбережжя); UTC-7; UTC-6; UTC-5 (Атлантичне узбережжя). У столиці країні, місті Вашингтон, UTC-5 (-7 годин різниці часу з Києвом). Літній час запроваджується другої неділі березня переведенням годинникової стрілки на одну годину вперед, скасовується в першу неділю листопада переводом годинникової стрілки на одну годину назад.

## Геологія

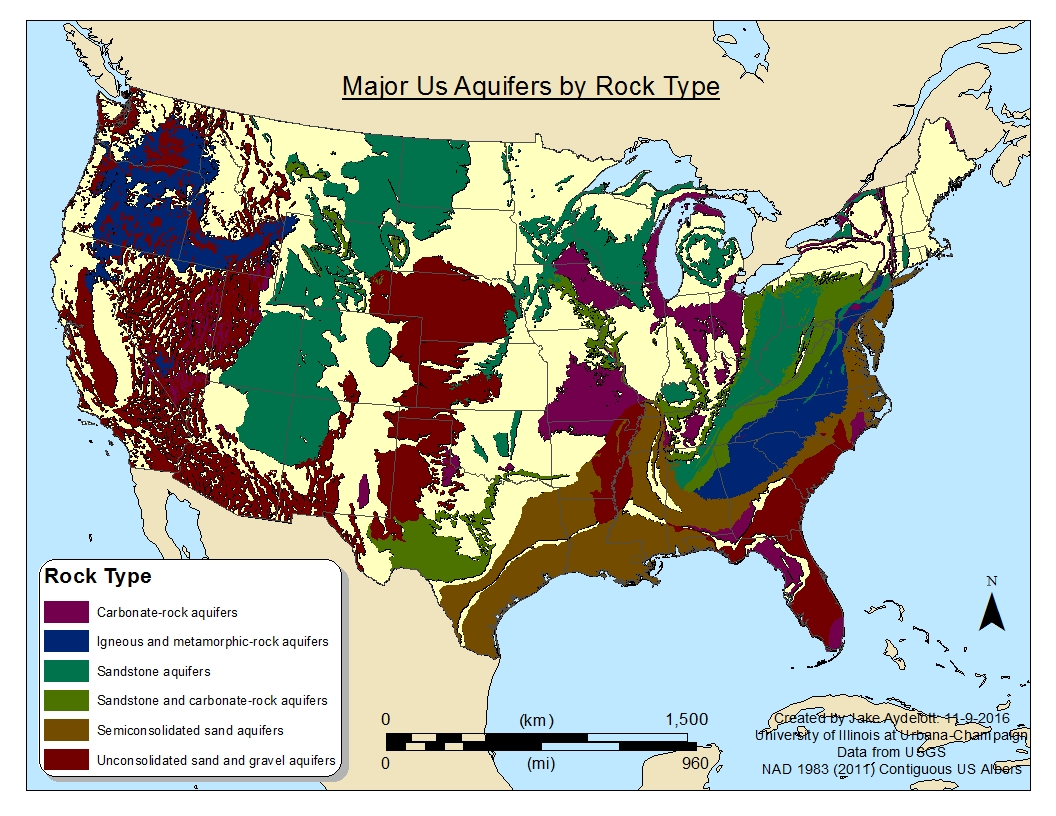
Водоносні горизонти за типом водовмісних порід

### Корисні копалини
Надра Сполучених Штатів Америки багаті на ряд корисних копалин: кам'яне вугілля (27 % світових запасів, 491 млрд тонн), мідь, свинець, молібден, фосфати, рідкісноземельні елементи, уранові руди, боксити, золото, залізо, ртуть, нікель, калійні солі, срібло, вольфрам, цинк, нафту, природний газ.

### Сейсмічність

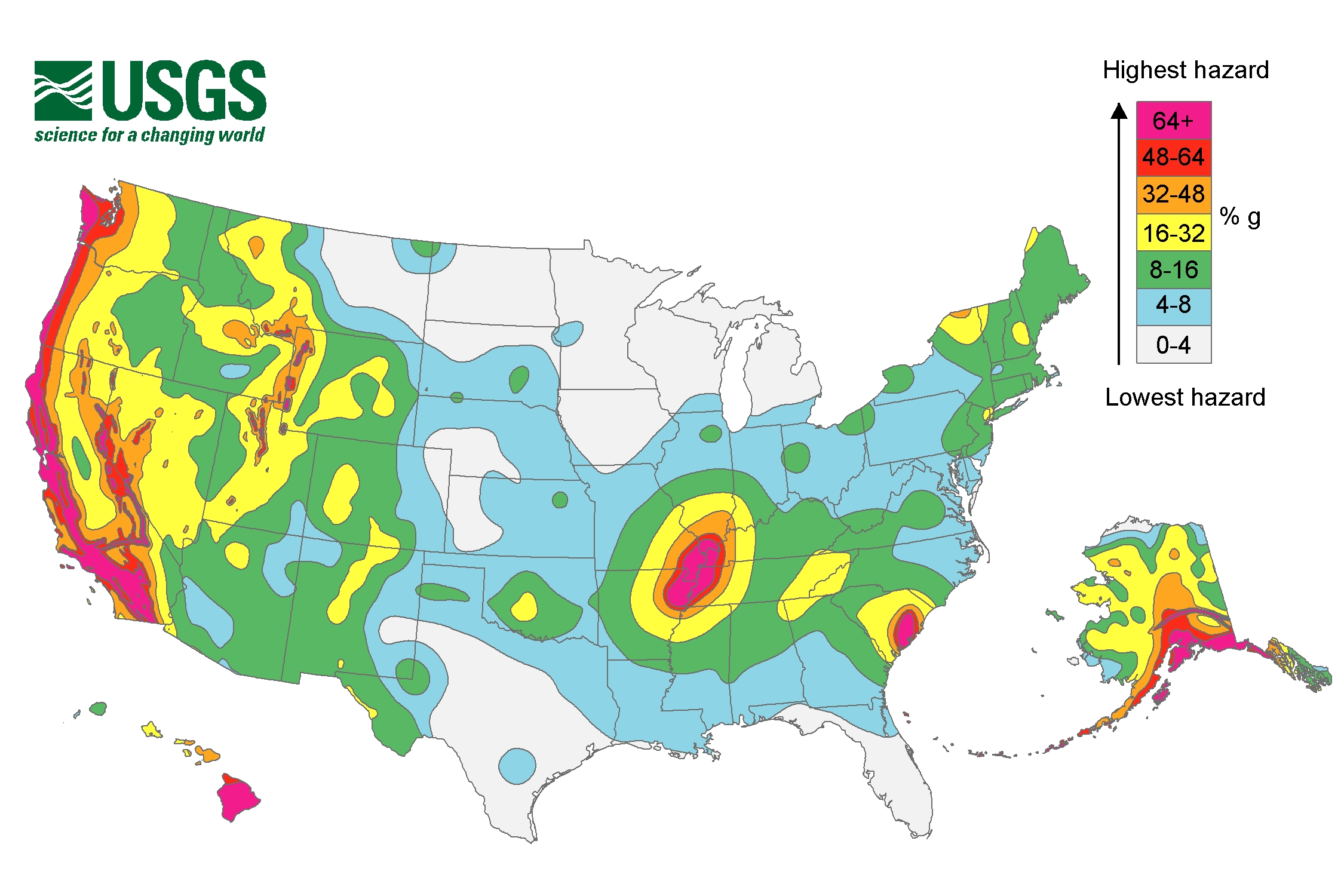
Зони сейсмічної небезпеки
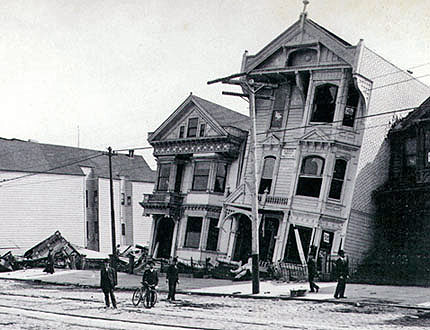
Наслідки землетрусу в Сан-Франциско, 1906 рік

### Вулканізм
Загалом на території США налічується 169 активних вулканів, які можуть почати вивергатися у будь-яку мить. Вулкани Рейнір і Мауна-Лоа були включені у 1990-х роках до програми «Десятиліття вулканів», міжнародної дослідницької програми впливу вулканічної діяльності на людство Міжнародної асоціації вулканології і хімії надр Землі (IAVCEI), як частини програми ООН зі зменшення небезпеки від стихійних лих.

## Рельєф
Середні висоти — 760 м; найнижча точка — Долина Смерті (-86 м); найвища точка — гора Мак-Кінлі (Деналі) (6190 м); вулкан Мауна-Кеа (4205 м) на Гаваях — найвища гора планети, якщо рахувати від підніжжя, що розташоване на дні Тихого океану на глибині 10 200 м. Близько 50 % території США займають гірські хребти, плоскогір'я і плато Кордильєр; східну околицю пояса Кордильєр утворюють хребти Скелястих гір з висотою понад 4000 м. На сході — Аппалачі (2037 м). Між Кордильєрами й Аппалачі — великі внутрішні рівнини. На захід від Скелястих гір лежать великі плато і плоскогір'я (висота 2000-3500 м): вулканічне Колумбійське плато, пустельне плоскогір'я Великий Басейн з западинами (найбільша — Долина Смерті), плато Колорадо.

Рельєф Сполучених Штатів Америки
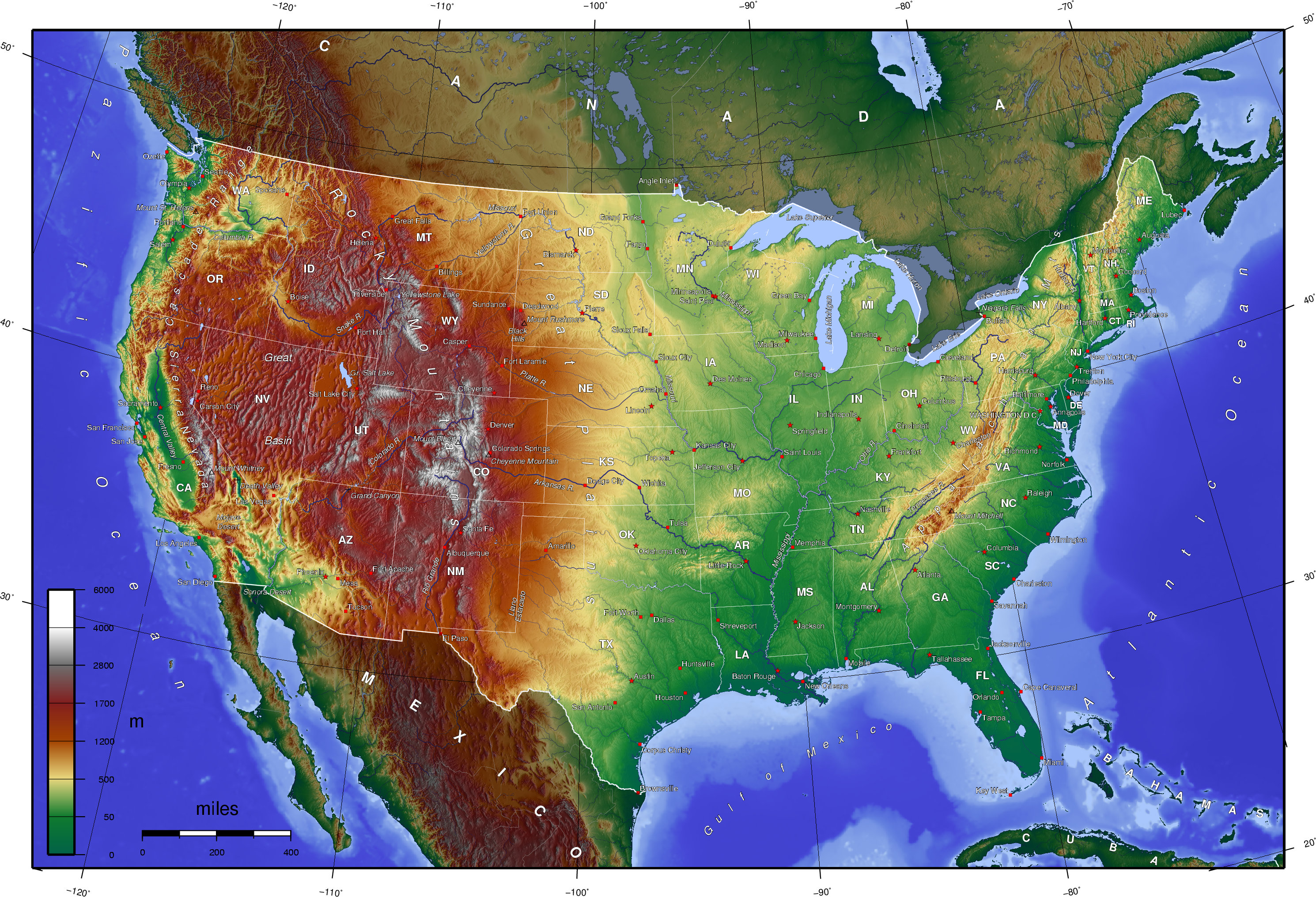
Гіпсометрична карта  Сполучених Штатів Америки
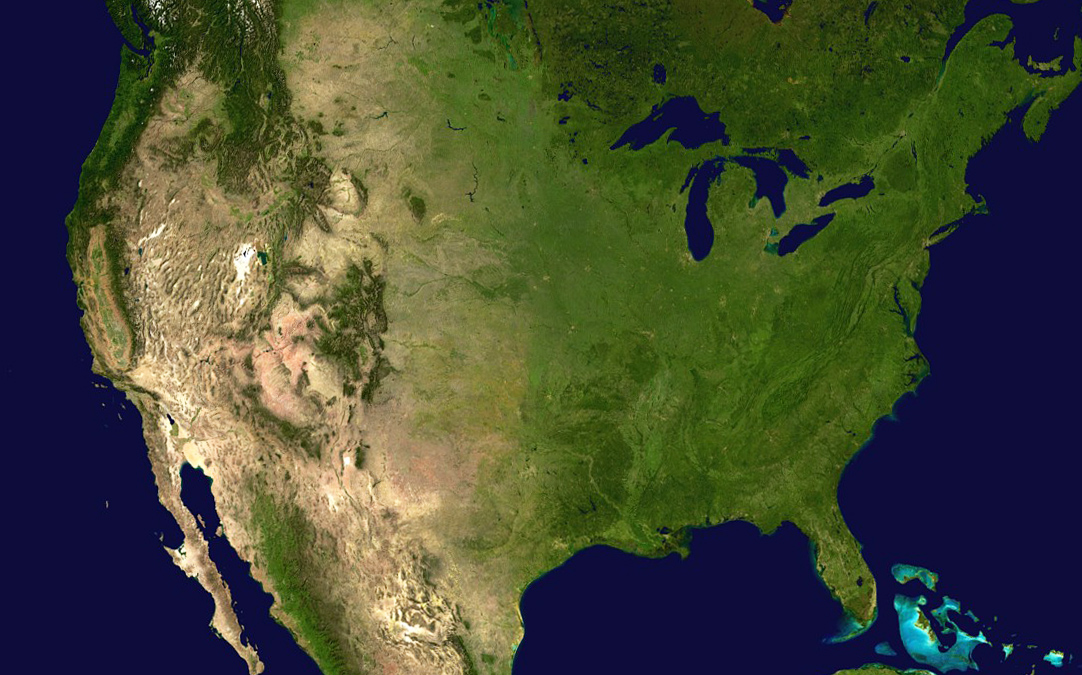
Територія США з космосу
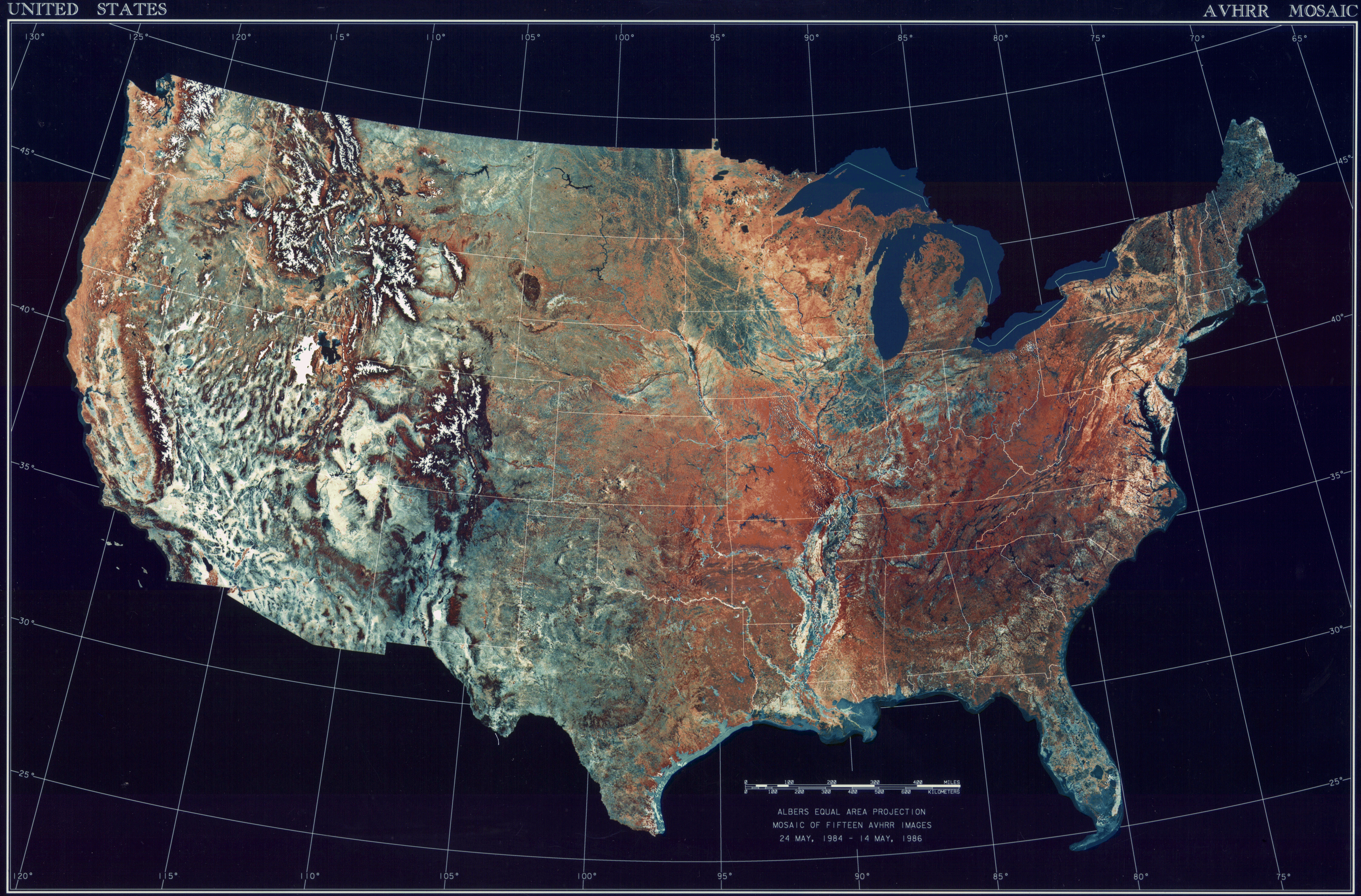
Компіляція супутникових знімків поверхні країни

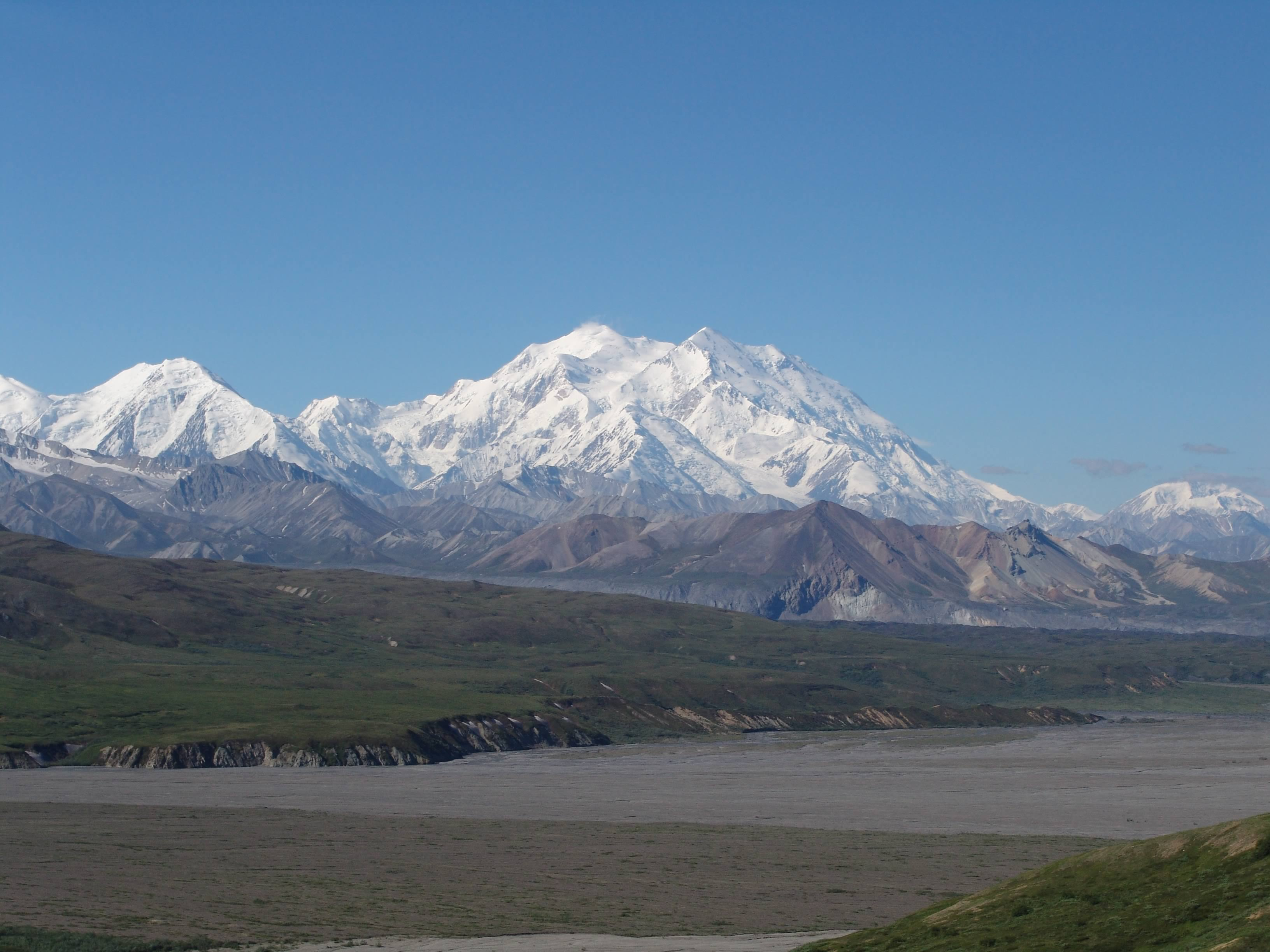
Гора Мак-Кінлі (Деналі)
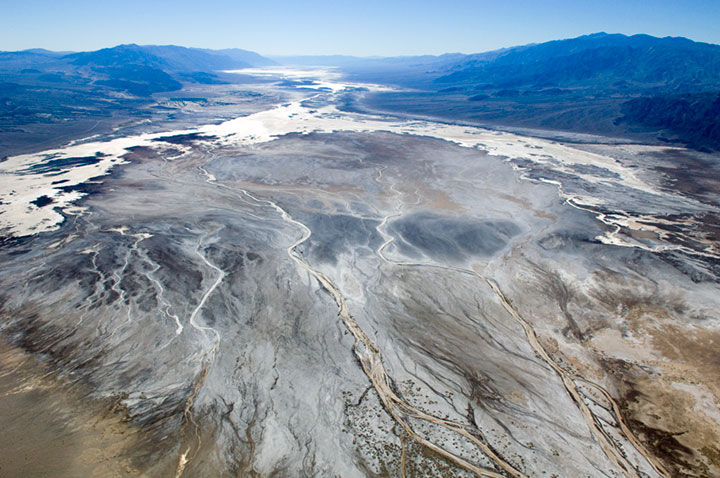
Долина Смерті з літака
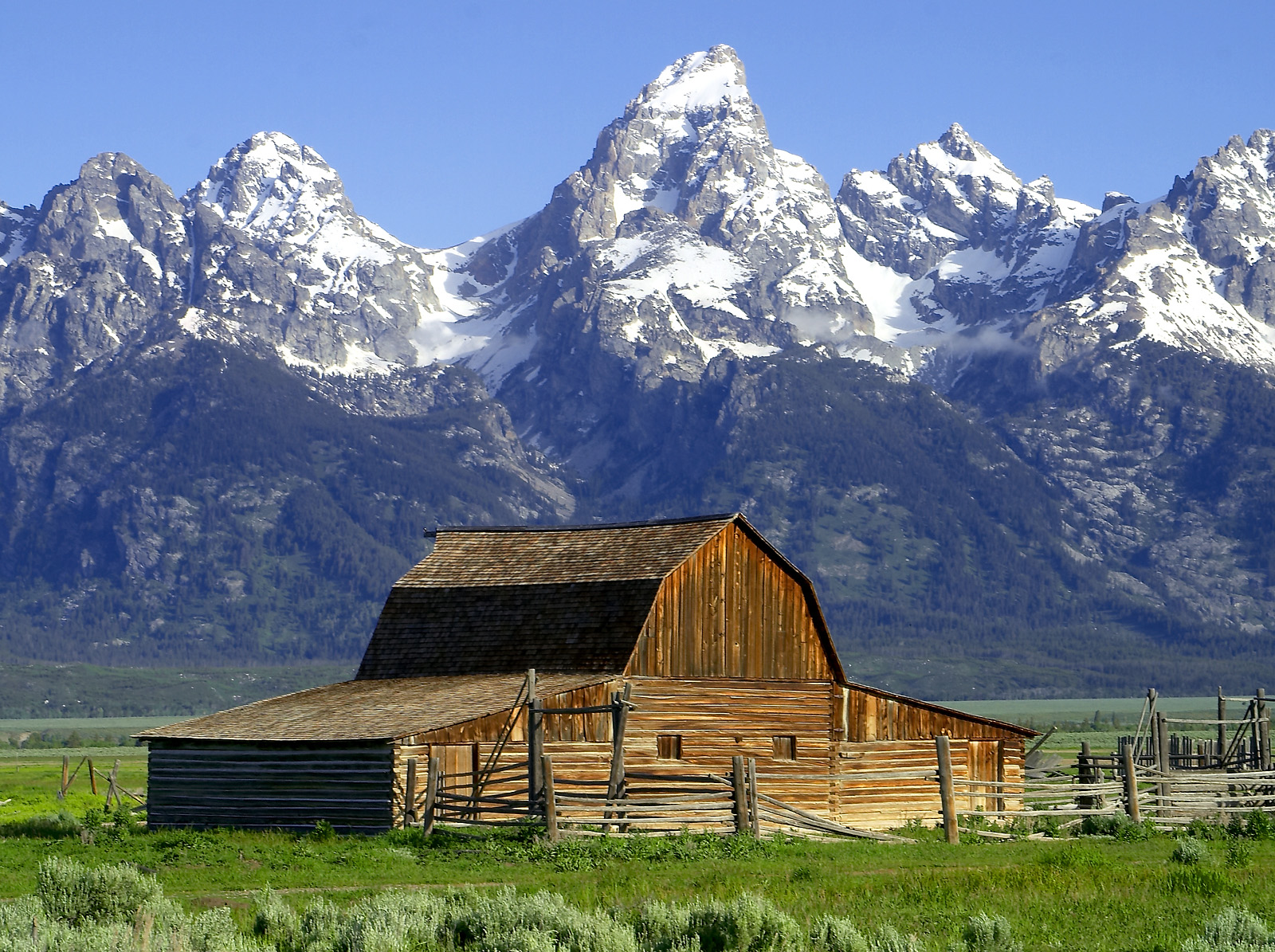
Хребет Тітон у Скелястих горах
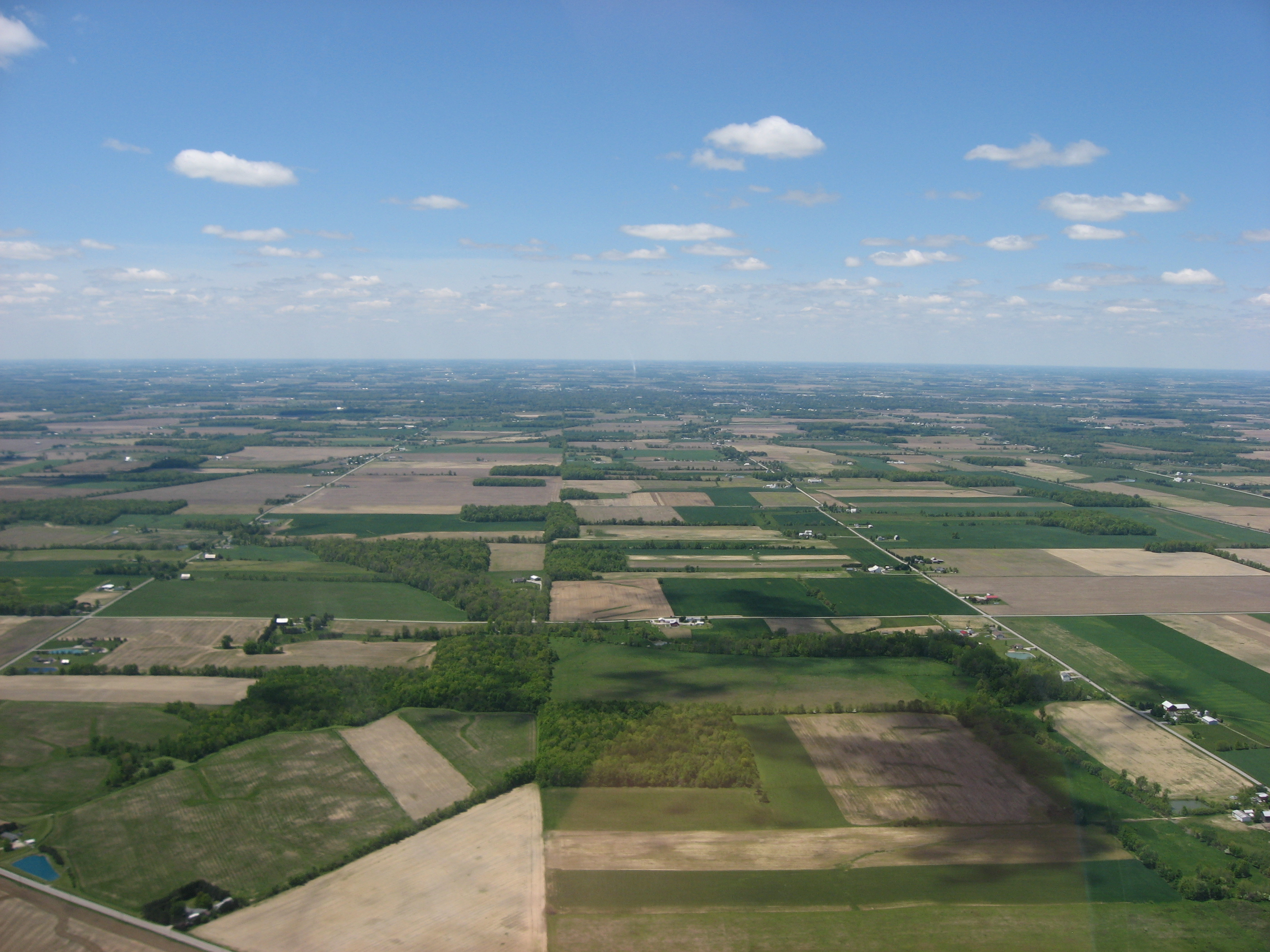
Внутрішні рівнини, Огайо
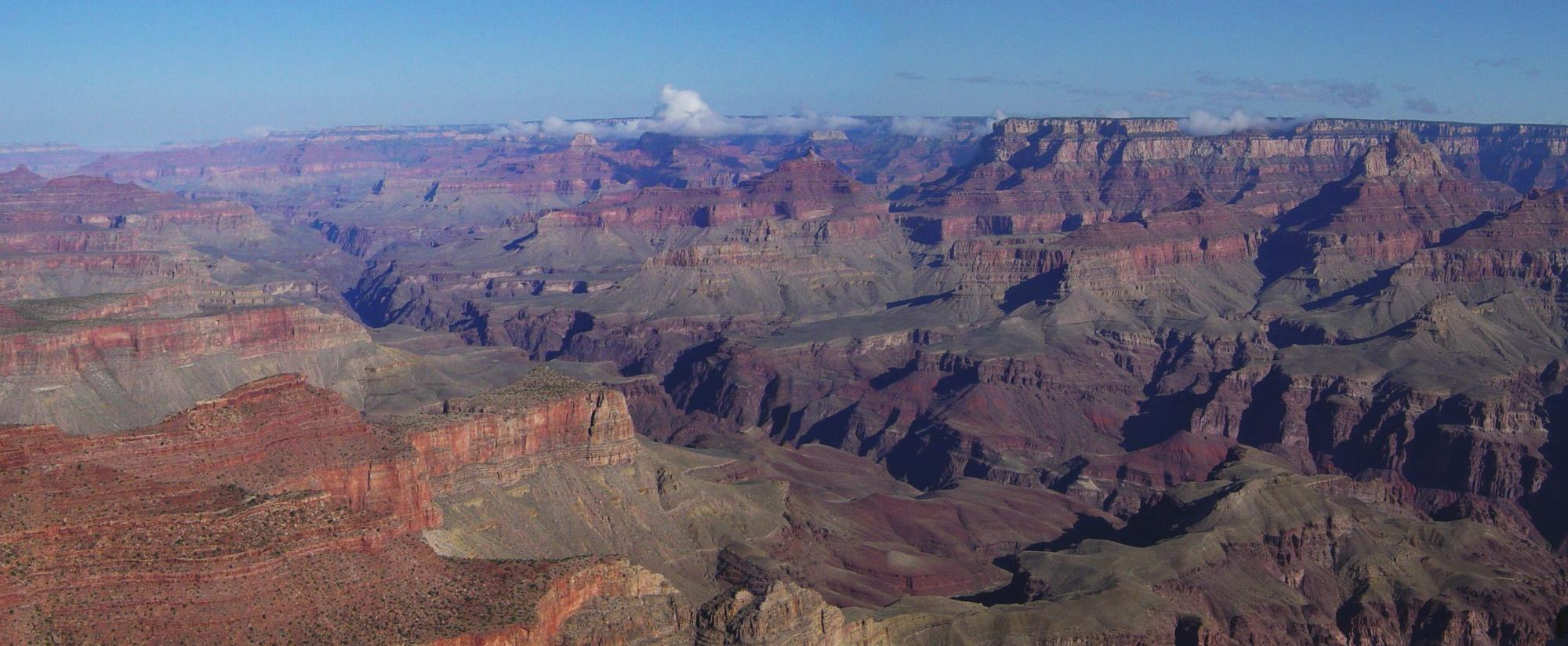
Гранд-каньйон

### Острови
Гавайські острови — група вулканів висотою до 4205 м.

## Клімат
Територія Сполучених Штатів Америки лежить у п'яти кліматичних поясах: полярному (північ Аляски), субполярному (центральна Аляска), помірному (Алеутські острови, південна Аляска, північна смуга штатів), субтропічному, тропічному (Флорида, південний Техас, Гаваї).

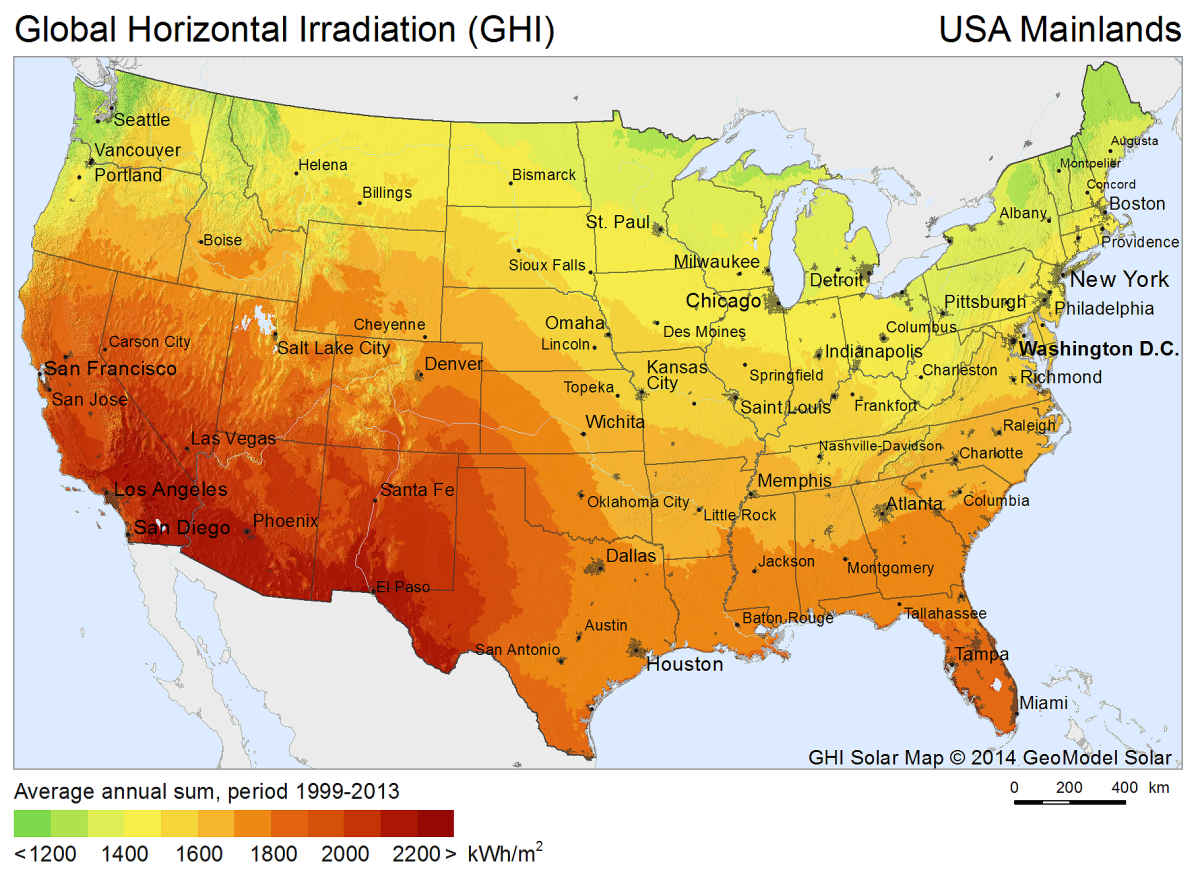
Сонячна радіація (англ.)
Кліматична карта Сполучених Штатів Америки (за Кеппеном) (англ.)
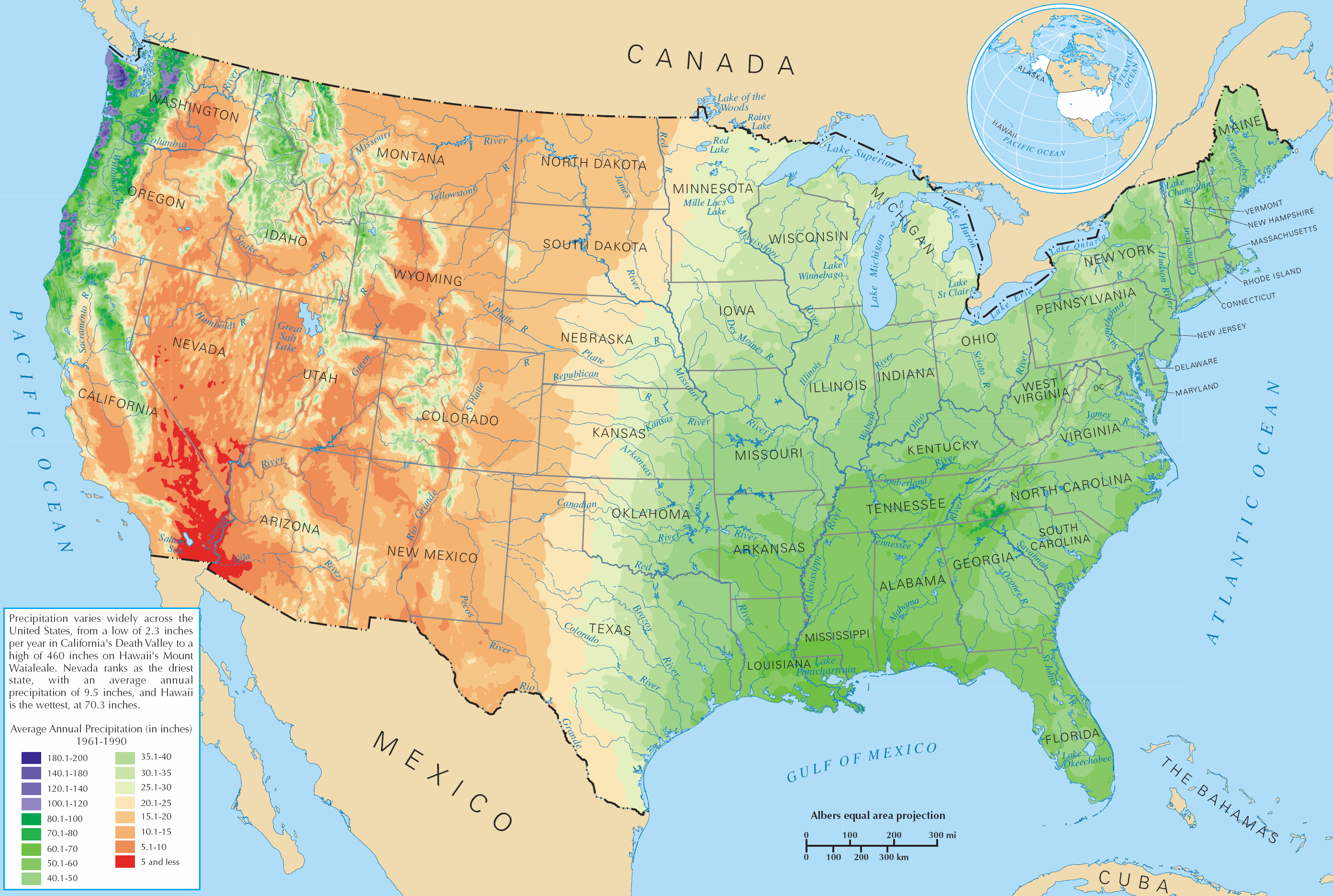
Карта розподілу атмосферних опадів
Карта поширення торнадо
Агрокліматична карта США

На Алясці влітку переважають помірні повітряні маси, взимку — полярні. Чітко відстежується сезонна зміна панівних вітрів. Досить великі річні амплітуди температури повітря, прохолодне вологе літо з туманами на узбережжях; вітряна волога зима на узбережжі, вглиб континенту в горах набагато тепліше, ніж внизу в долинах. Зона утворення багаторічної мерзлоти, на водоймах крига (на річках влітку може зберігатись у вигляді полію). На південному узбережжі значні сезонні амплітуди температури повітря. Відносно тепла зима з нестійкою погодою, штормовими вітрами, значним сніговим покривом. Відносно прохолодне літо з більш ясною погодою. Зволоження надмірне, рівномірне за сезонами.
У північних штатах на кордоні з Канадою превалюють помірні повітряні маси цілий рік, західний масоперенос, на узбережжях клімат вологий морський, вглибині континенту — континентальний, де важливим погодним чинником є часті вторгнення як арктичного, так і тропічного повітря з Мексиканської затоки. Значні сезонні амплітуди температури повітря. Відносно тепла зима з нестійкою погодою, значний сніговий покрив. Відносно прохолодне літо з ясною погодою. Зволоження рівномірне за сезонами, на узбережжях надмірне.
Значна частина штатів лежить у субтропіках. Влітку переважають тропічні повітряні маси з ясною тихою антициклонічною погодою, взимку — помірні з похмурою дощовою досить вітряною циклонічною, можливе випадіння снігу. Значні сезонні амплітуди температури повітря.
Західне тихоокеанське узбережжя має подібний до середземноморського клімат, з максимумом атмосферних опадів взимку й посухами влітку. Гірські райони Кордильєр мають більш спекотну посушливу погоду, взимку — можливий сніг і приморозки. Рівнинні штати відзначаються рівномірним розподілом опадів за сезонами. Зіткнення арктичного повітря з прогрітим тропічним призводить до утворення торнадо на так званій «алеї торнадо» центральних рівнин. На атлантичному східному узбережжі влітку спекотно й волого, сезон дощів, взимку — відносно прохолодно й посушливо.
У Флориді й на Гаваях увесь рік панує тропічне повітря. Сезонний хід температури повітря чітко відстежується. Переважають східні пасатні вітри. Зволоження надмірне. У теплий сезон з морів та океанів часто надходять тропічні циклони.

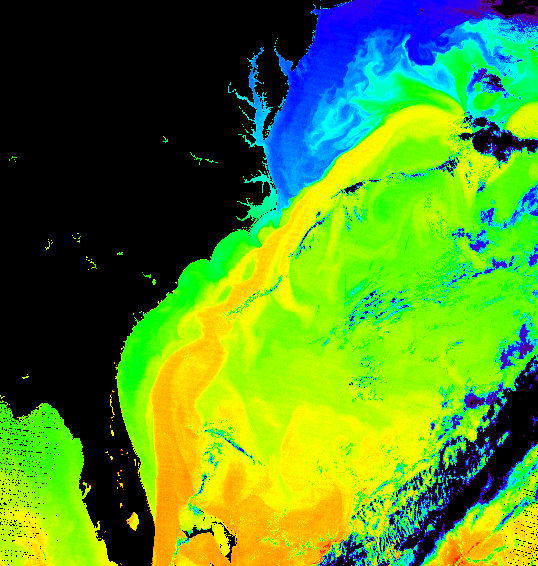
Температурна карта теплої течії Гольфстрим
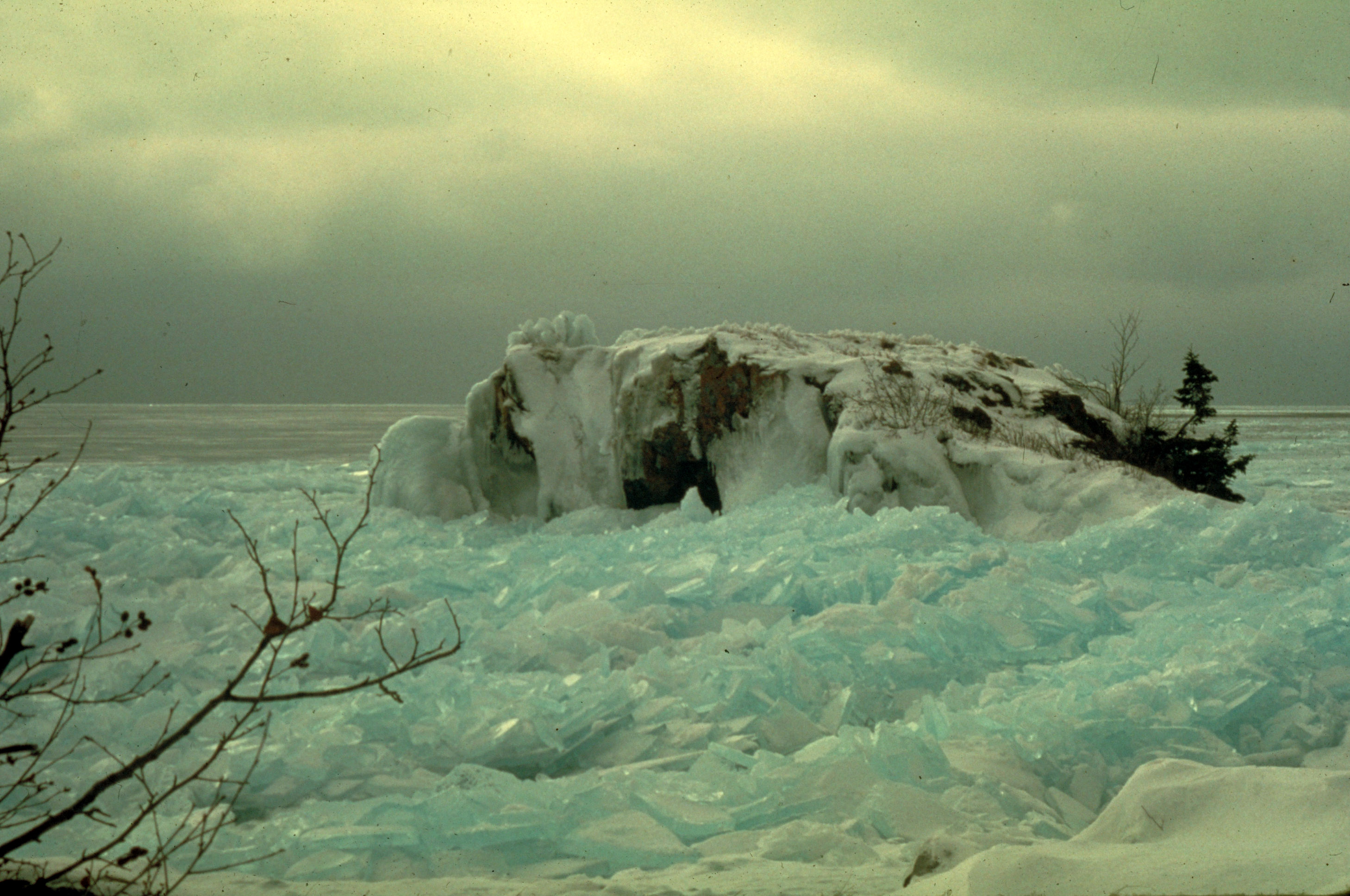
Крижані тороси і нагін льоду на південному березі озера Верхнє
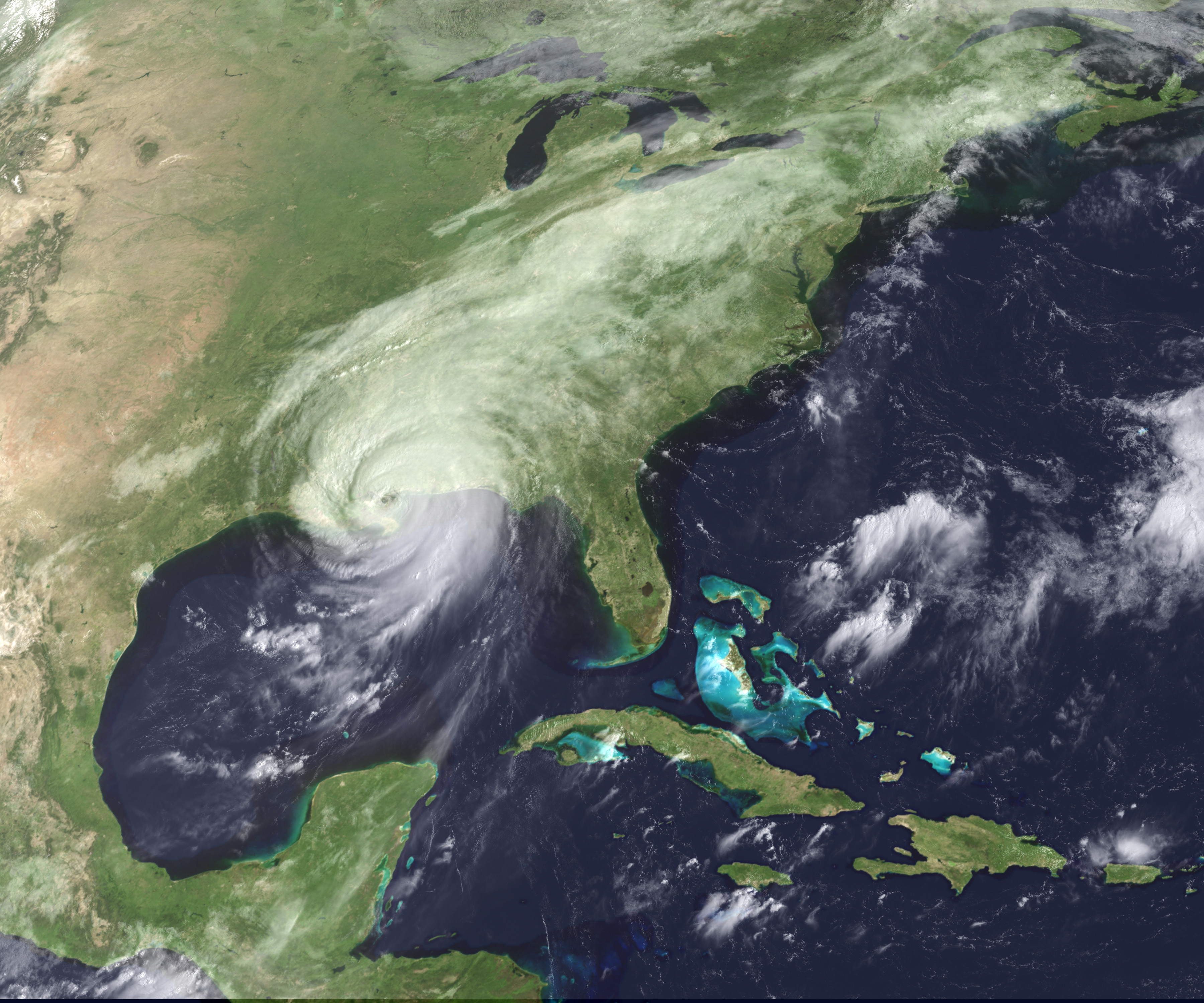
Ураган Катрина, 2005 рік
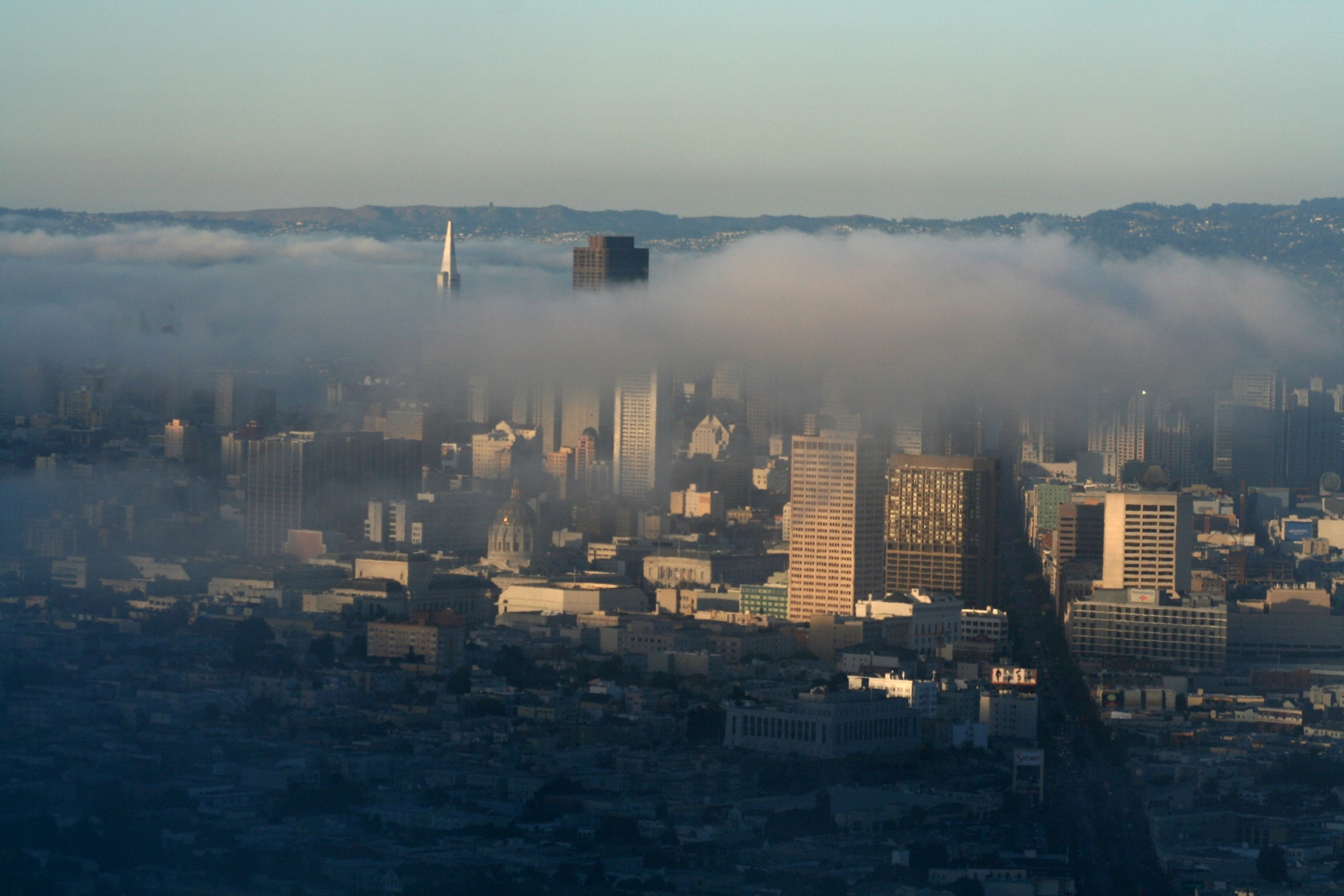
Туман у Сан-Франциско

Сполучені Штати Америки є членом Всесвітньої метеорологічної організації (WMO), в країні ведуться систематичні спостереження за погодою.

## Внутрішні води
Загальні запаси відновлюваних водних ресурсів (ґрунтові і поверхневі прісні води) становлять 3069 км³. Станом на 2012 рік у країні налічувалось 264 тис. км² зрошуваних земель.

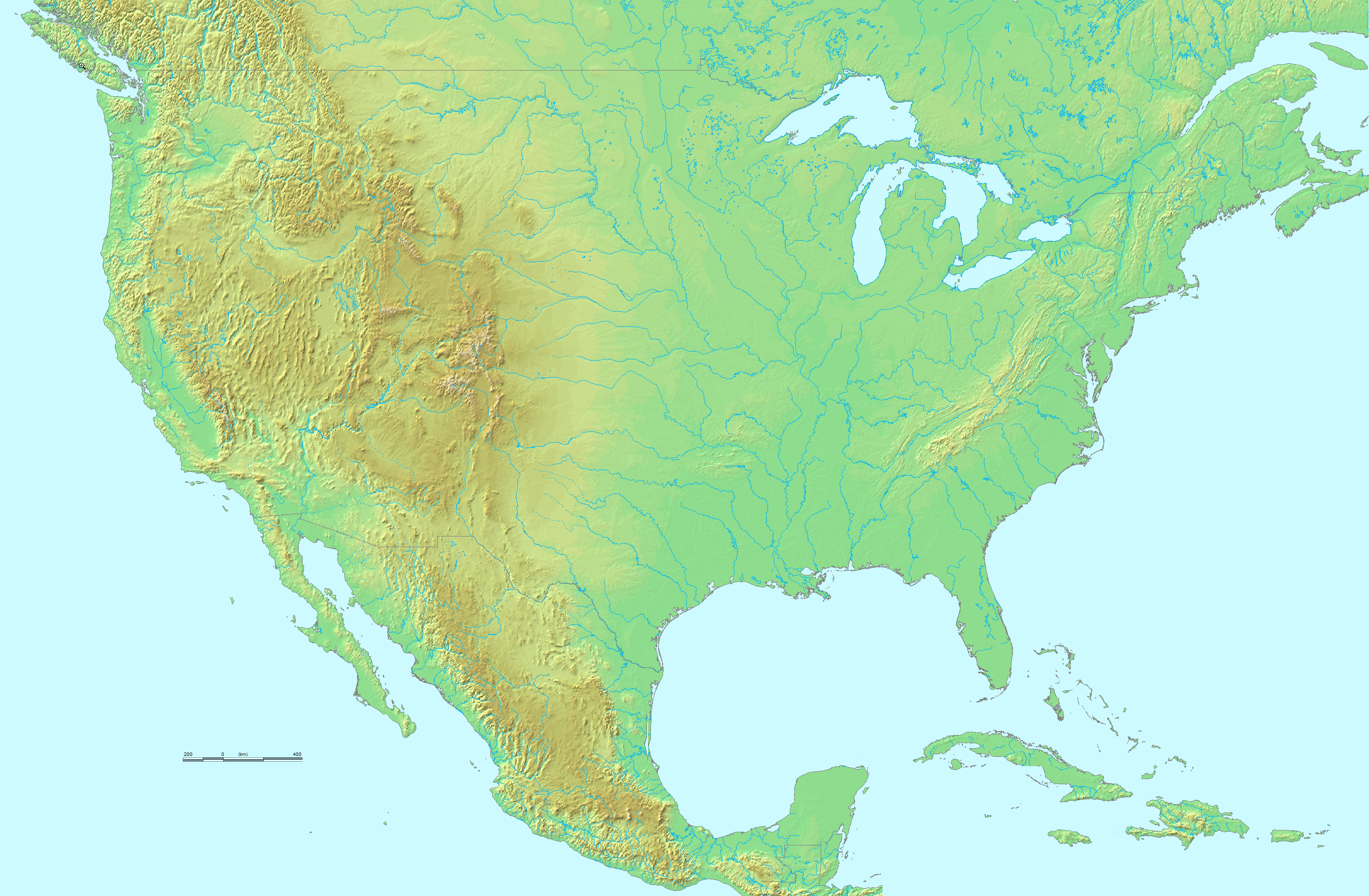
Гідрографічна мережа США
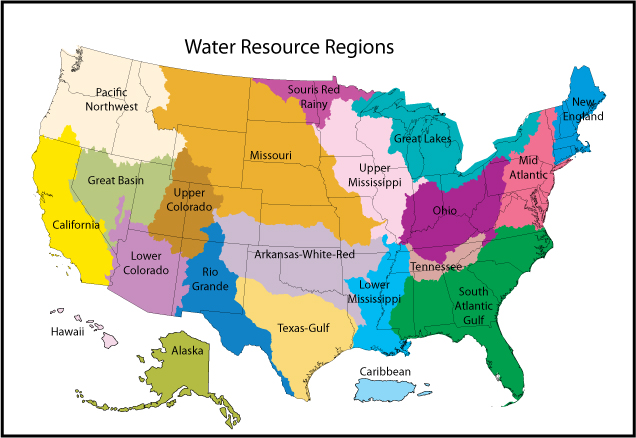
Система водних басейнів країни
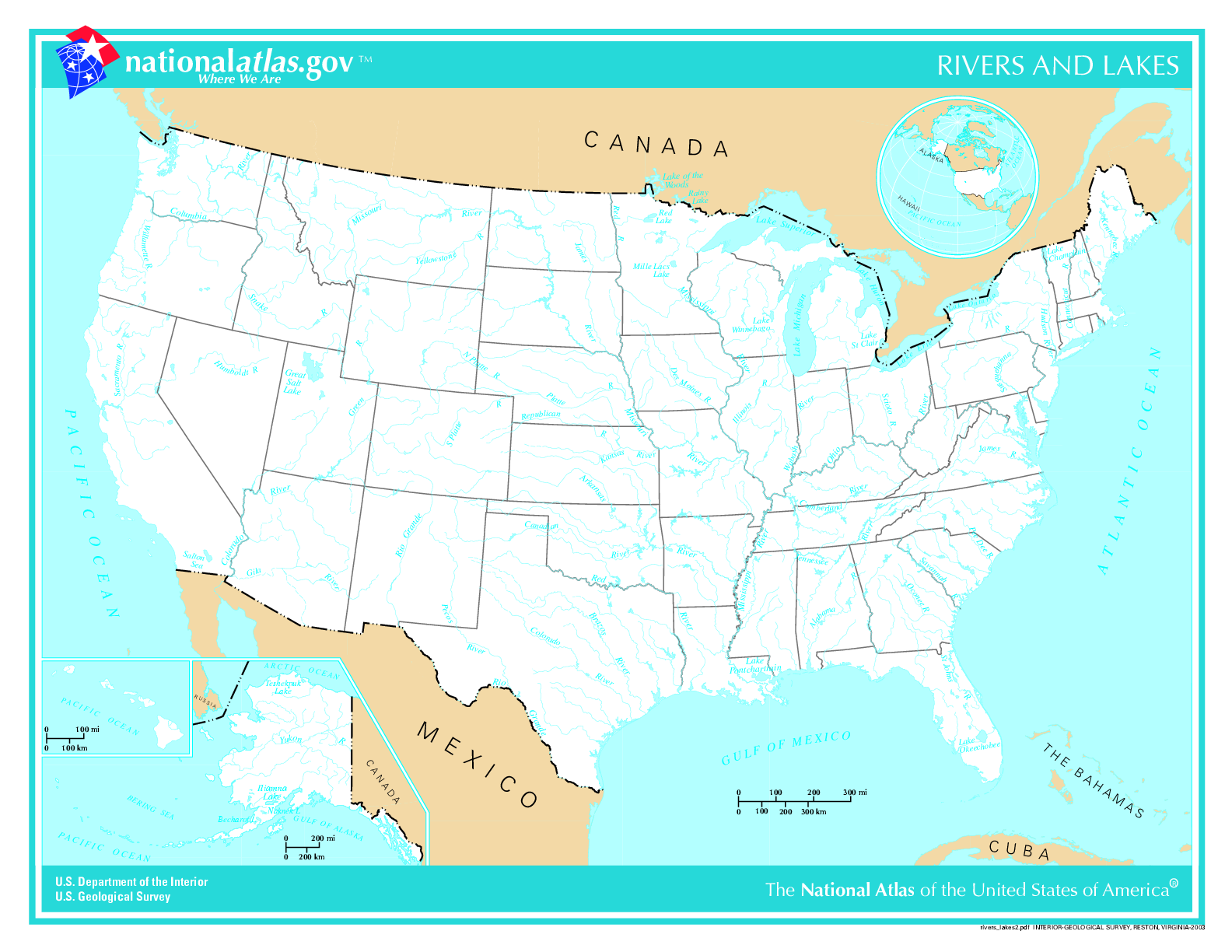
Основні гідроніми США (англ.)

### Річки
Річки більшої частини території країни належать басейну Атлантичного океану: Міссісіпі з притоками Міссурі і Огайо, Ріо-Гранде. На захід від Кольдир'єр — басейну Тихого океану: Колумбія і Колорадо, Юкон з Кускокуїмом на Алясці, річки Гавайських островів. Річки, що беруть свій початок на хребті Брукс, належать до басейну Північного Льодовитого океану.

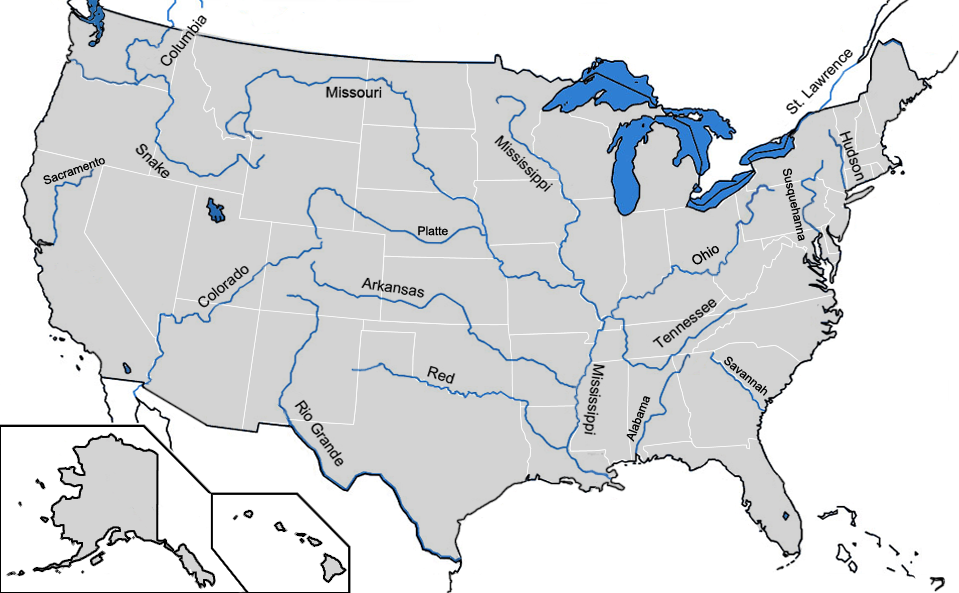
Головні річки США
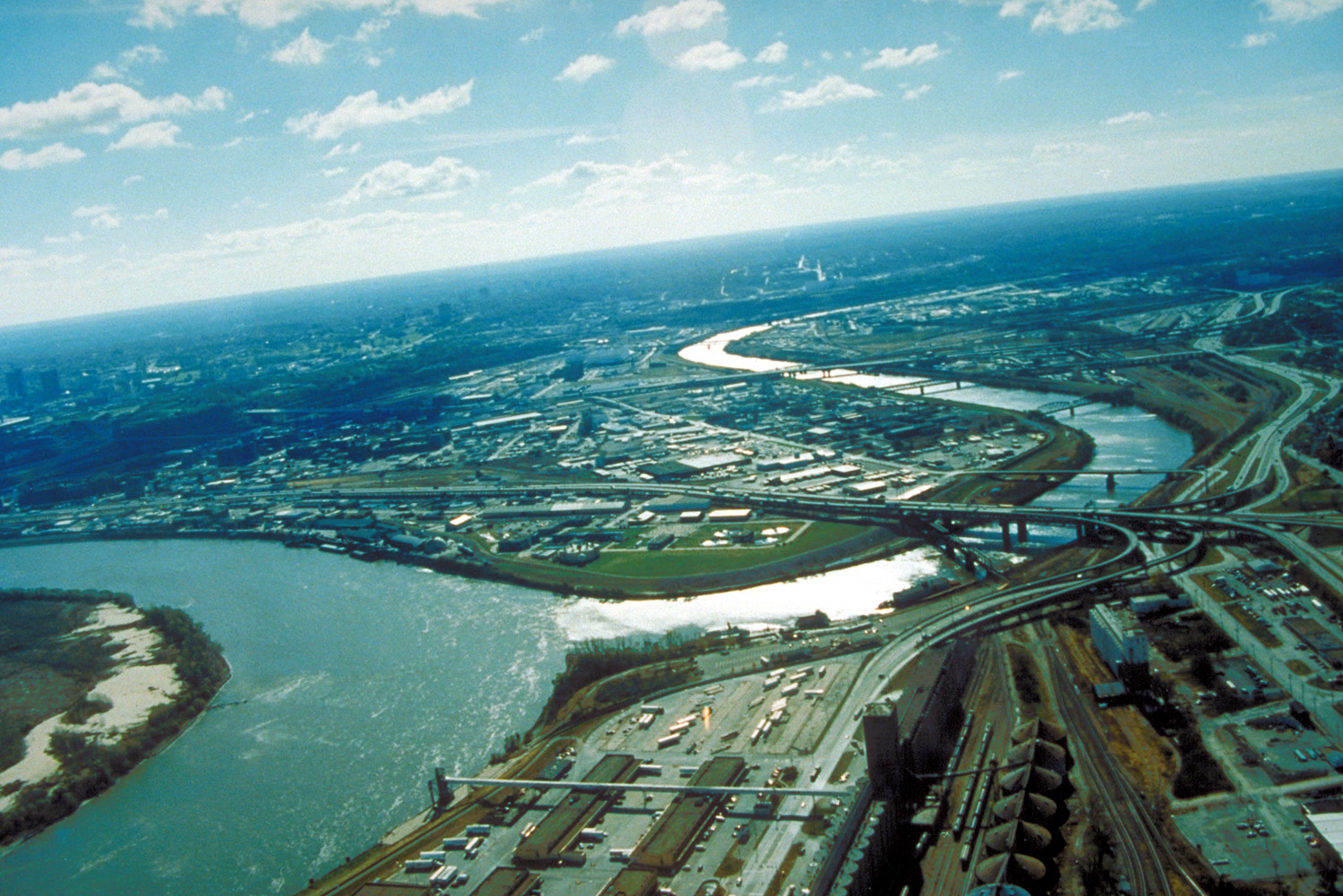
Злиття Канзасу і Міссурі
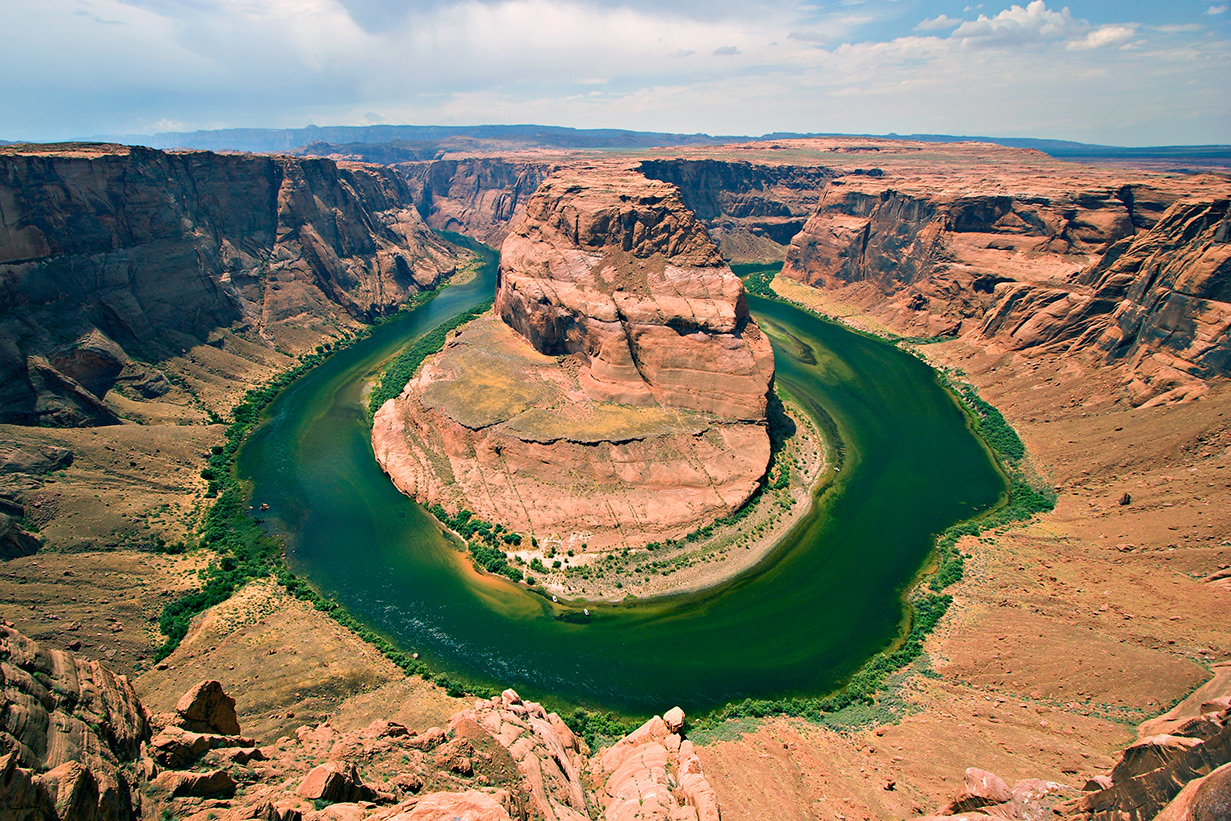
Меандр річки Колорадо
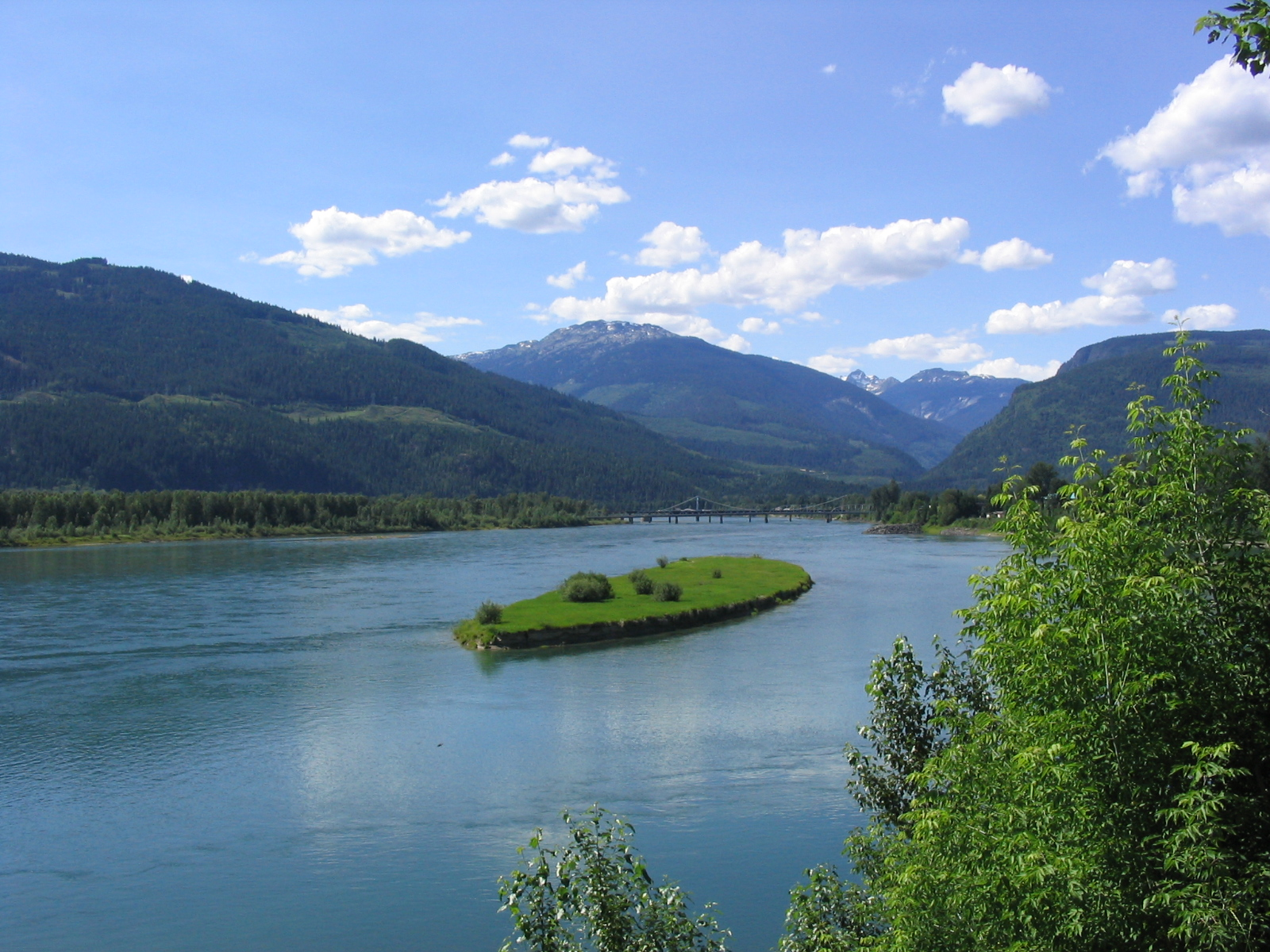
Річка Колумбія
- Дельта Міссісіпі з космосу

### Озера
На північному сході — система Великих озер.

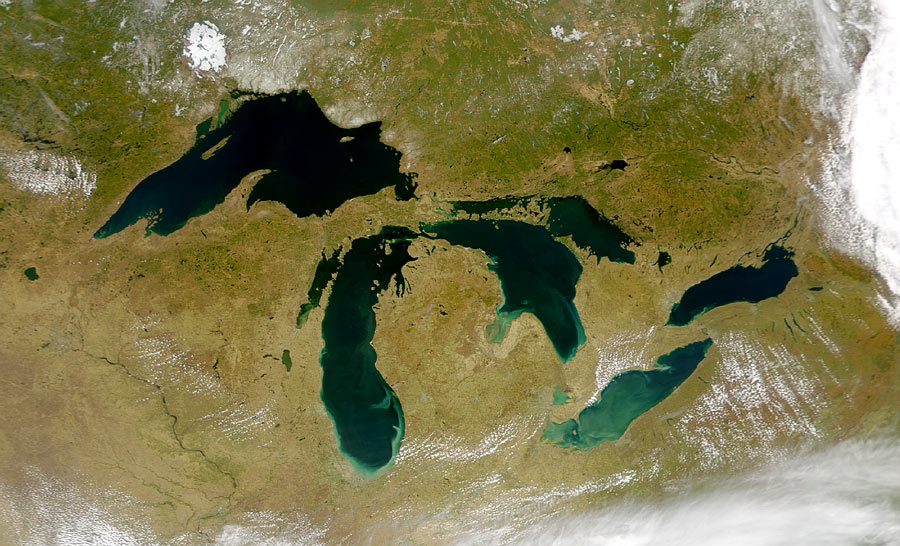
Великі озера з космосу
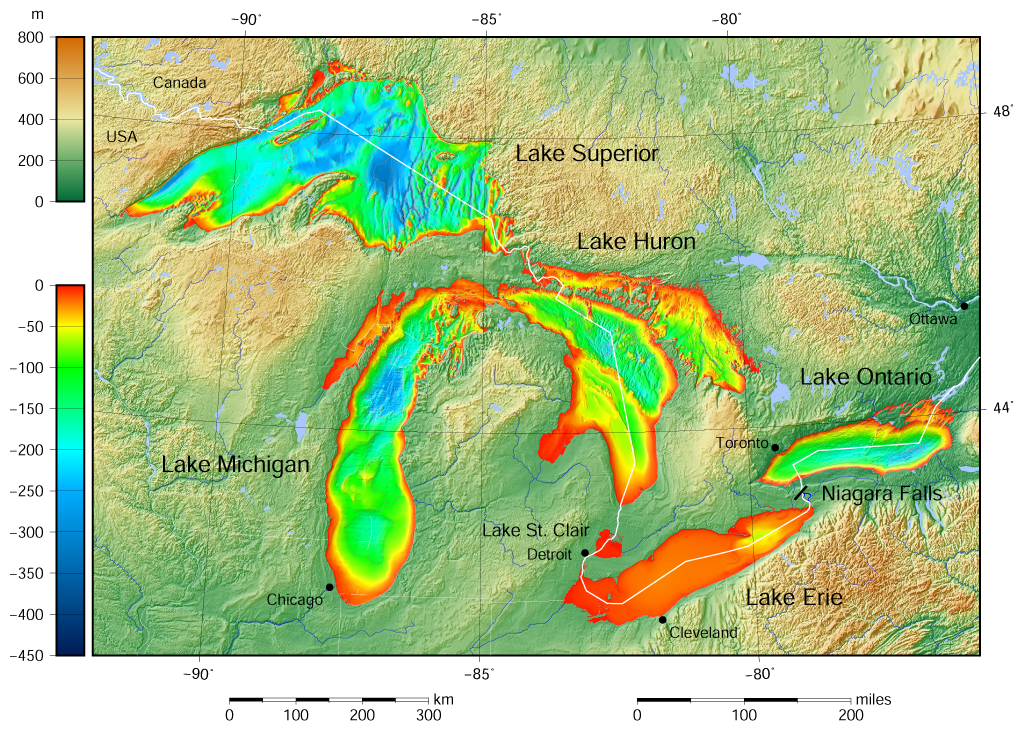
Батиметрія системи Великих озер
Висотний профіль системи Великих озер
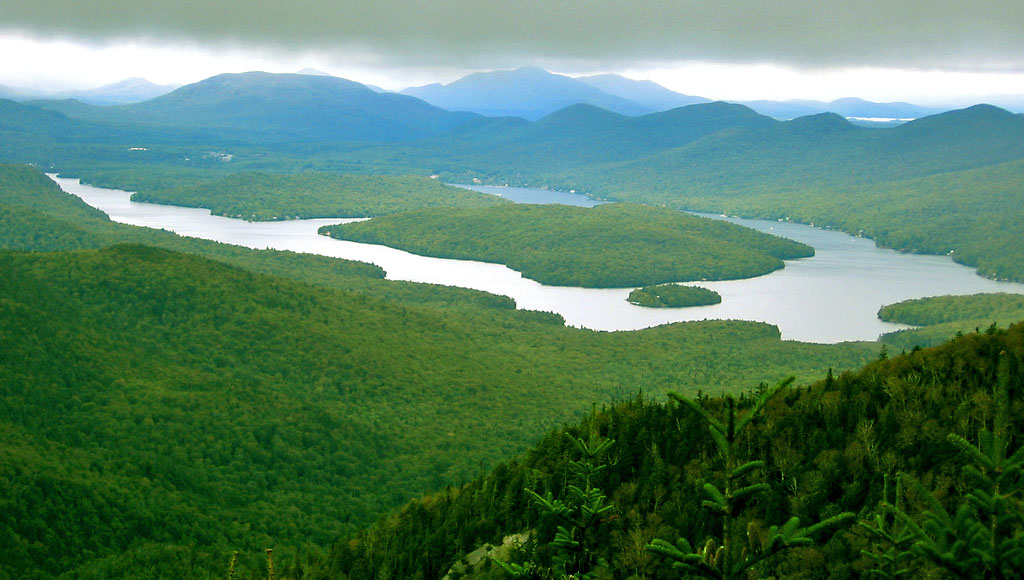
Озеро Плесід у горах Адірондак

### Ґрунтові води
Ґрунтові води — одне з найважливіших джерел прісної води на Землі, що забезпечує майже половину всієї питної води та близько 40 % світових поливів. Однак люди викачують ґрунтові води швидше, ніж вони поновлюються. Коли занадто багато ґрунтових вод викачується з підземних джерел, це призводить до зниження рівня та падіння землі, а також виникнення розломів. Розломи є ознакою напруги поверхні Землі, вони можуть пошкодити будинки, дороги, канали, греблі та загрожувати життю людей.
Станом на 2023 рік, згідно з повідомленням видання The New York Times, у США розпочалася національна криза через те, що ґрунтові води швидко викачуються, викликаючи розломи на південному заході країни на багато миль. Ці розломи виявлені в Аризоні, Юті та Каліфорнії. Наприклад, ситуація в Аризоні відома вже досить давно, і наголошується, що 169 миль (272 км) розломів вже зареєстровано. Рівень підземних вод вже призвів до проблем у багатьох частинах США, і відновлення ресурсів може зайняти сторіччя або навіть тисячоліття, якщо це можливо. Один із ключових факторів — це невідповідність у законодавстві поміж штатами, що призводить до недостатнього регулювання викачування ґрунтових вод. В Аризоні ґрунтові води не регулюються, і проблема ускладнюється тим, що наповнення річок щорічно зменшується через зміну клімату.

## Ґрунти

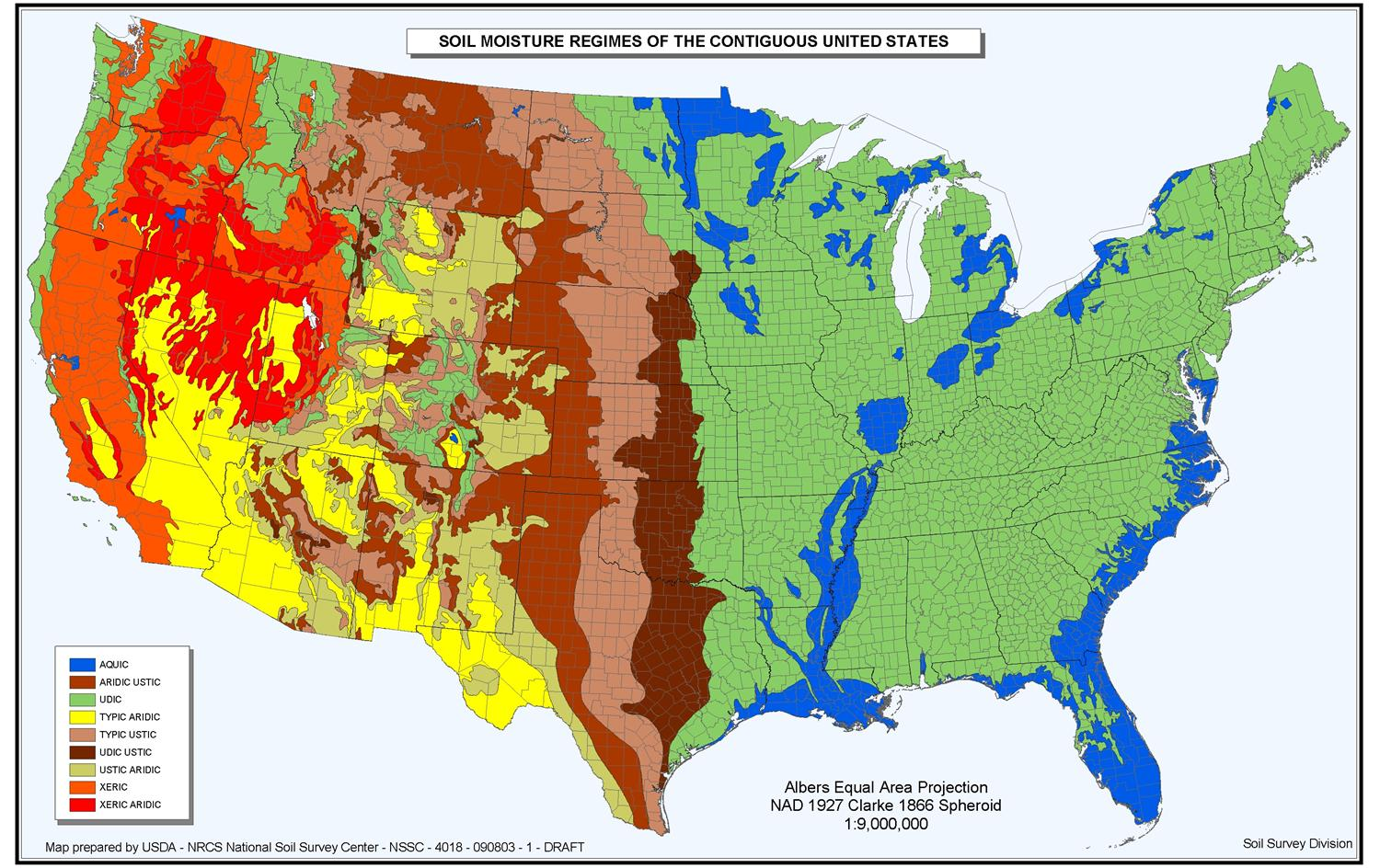
Карта режиму зволоження ґрунтів

## Рослинність
Земельні ресурси Сполучених Штатів Америки (оцінка 2011 року):
- придатні для сільськогосподарського обробітку землі — 44,5 %,
  - орні землі — 16,8 %,
  - багаторічні насадження — 0,3 %,
  - землі, що постійно використовуються під пасовища — 27,4 %;
- землі, зайняті лісами і чагарниками — 33,3 %;
- інше — 22,2 %[1].

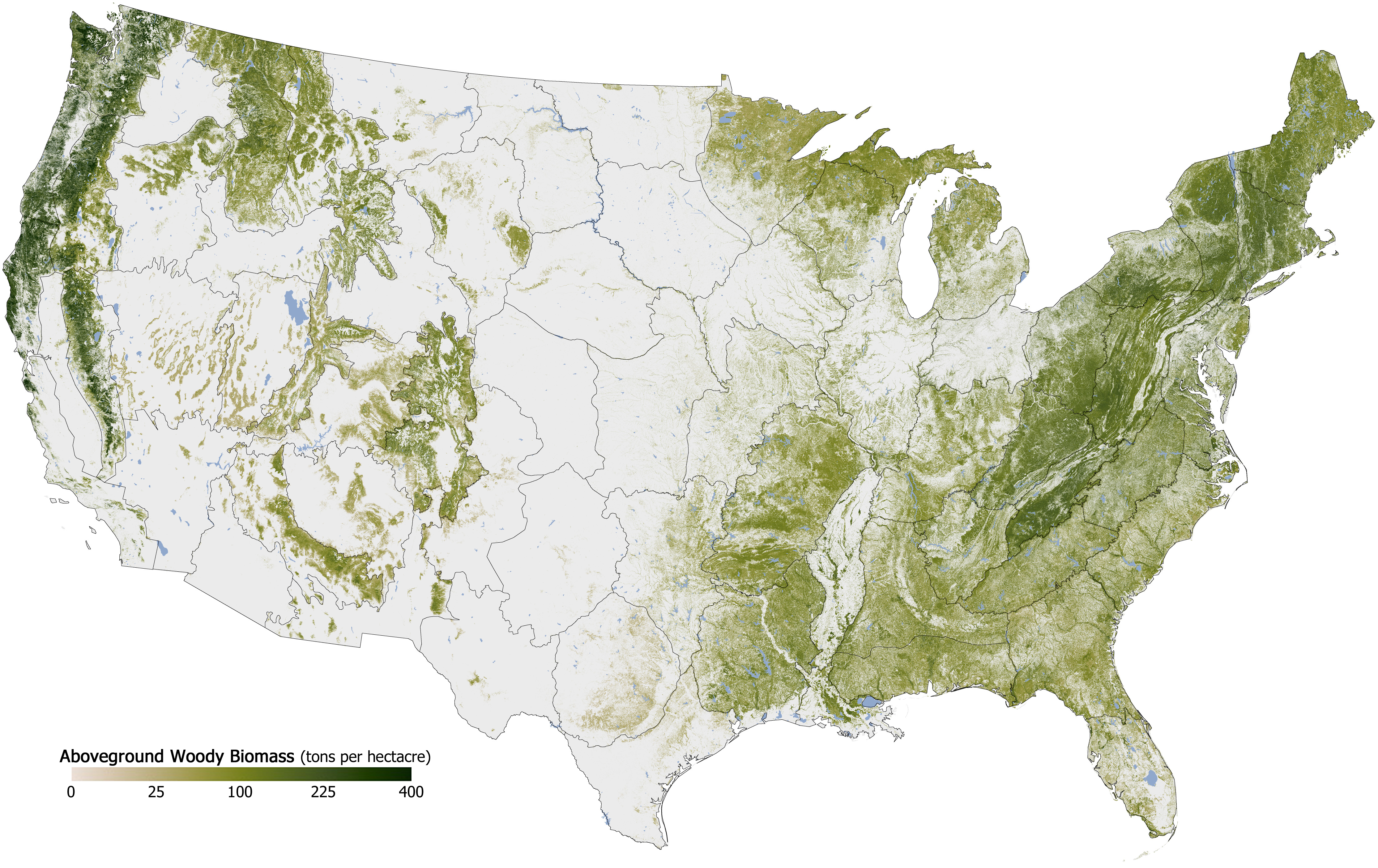
Карта лісової біомаси США, 2011 рік
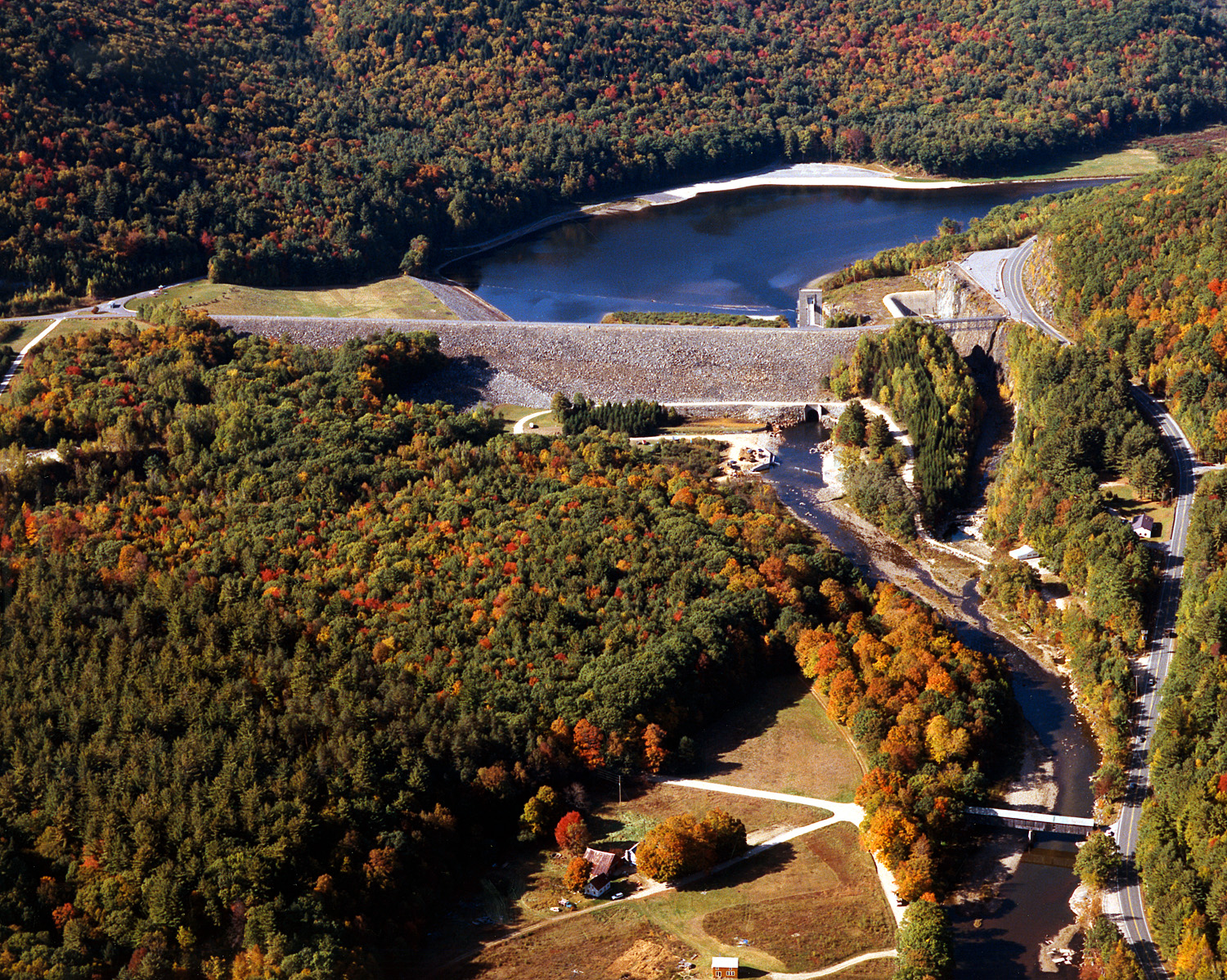
Мішані ліси Мічигану восени
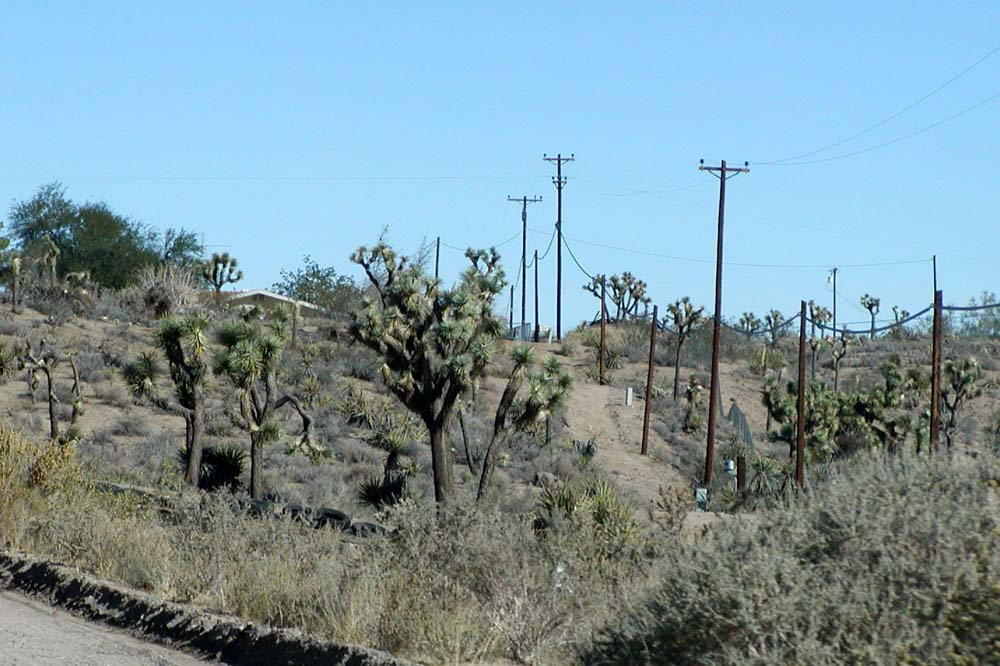
Зарості юкк у південній Каліфорнії
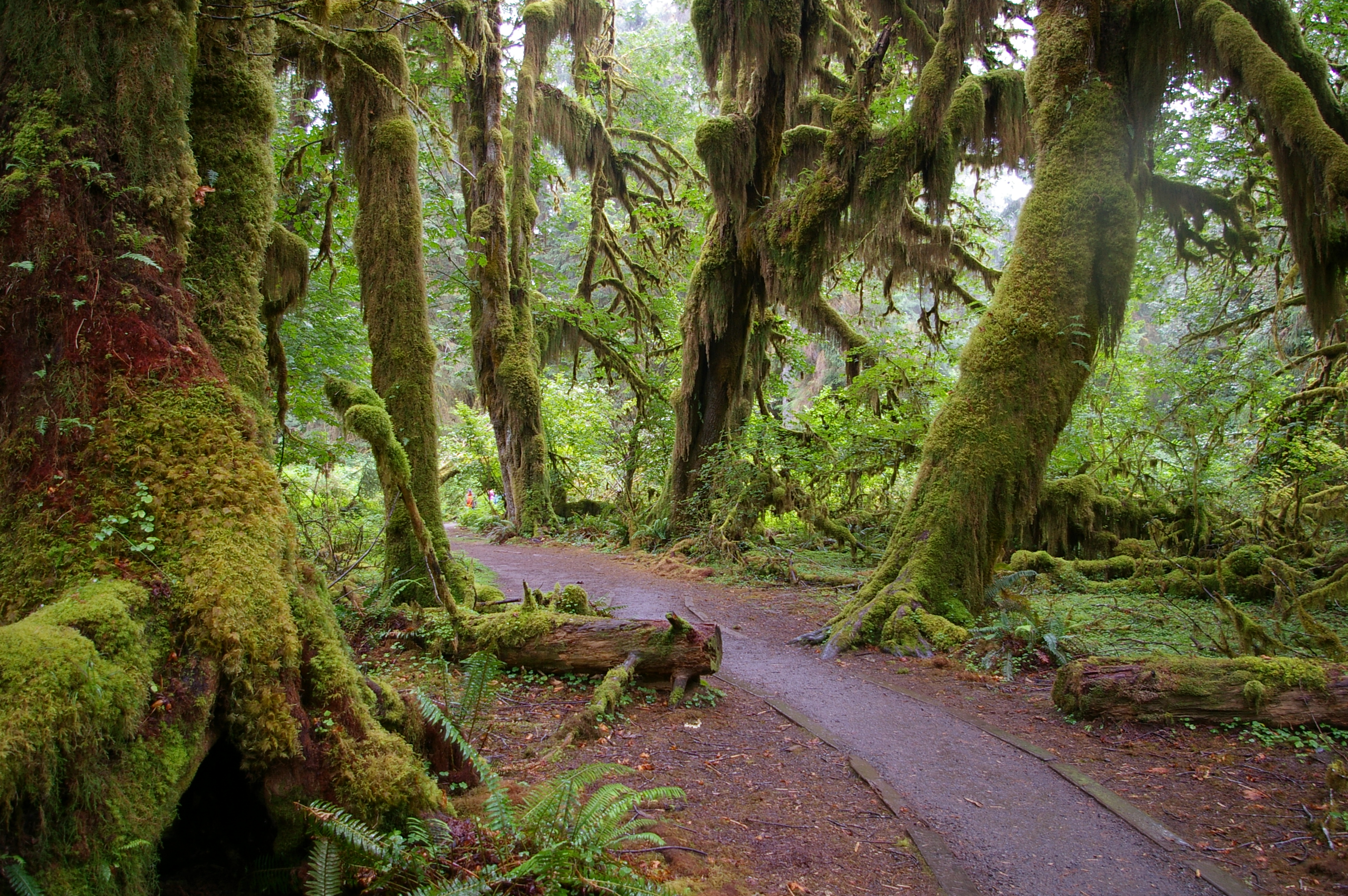
Вологі ліси північно-західного узбережжя, штат Вашингтон
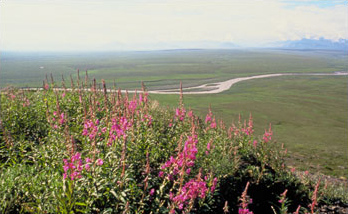
Тундра на Алясці
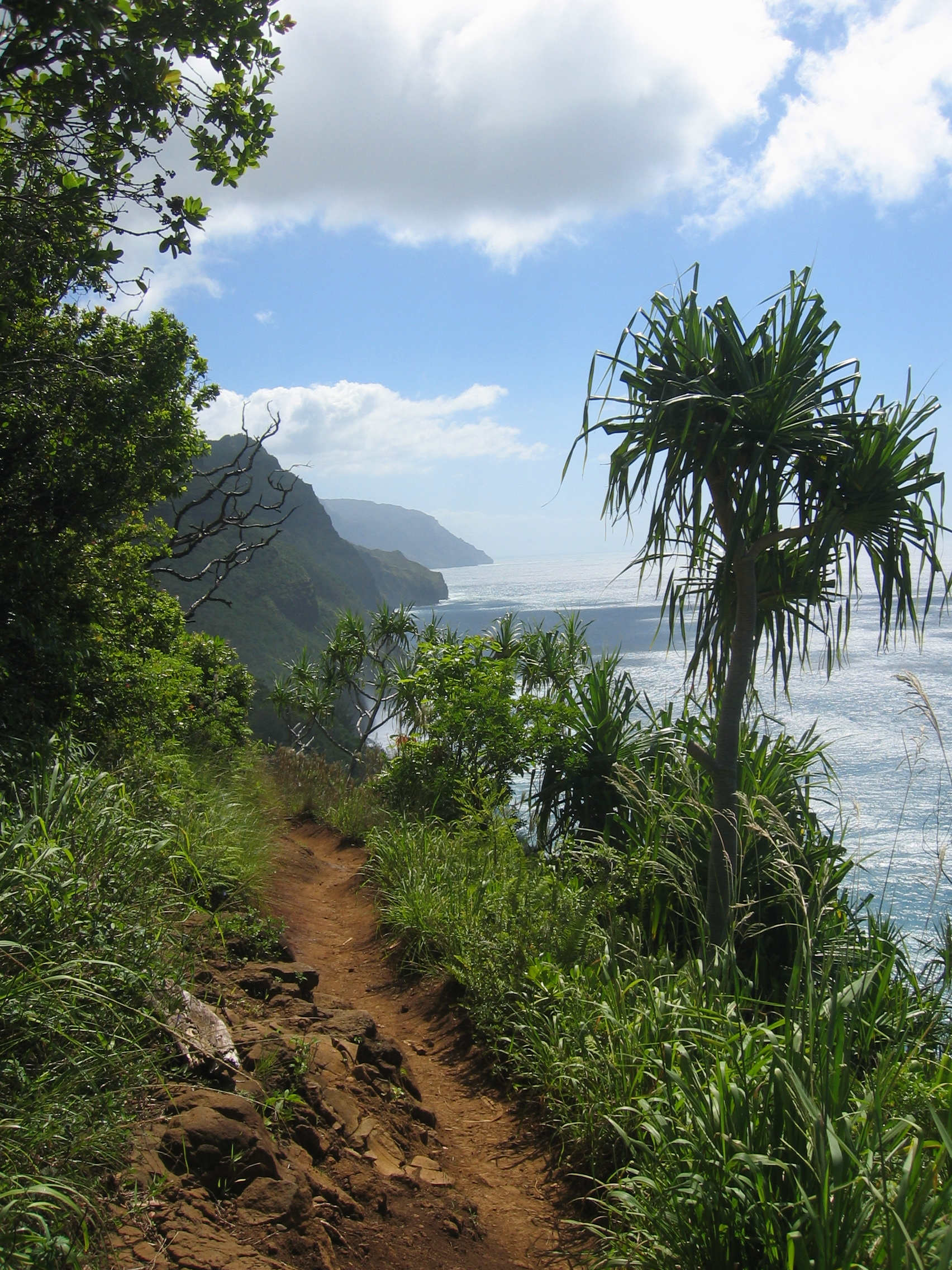
Вологі тропічні ліси на Гаваях

## Тваринний світ
У зоогеографічному відношенні вся територія країни (за виключенням Гаваїв) належить до Голарктичної області: гірські штати заходу — до провінції Скелястих гір, штати Великих рівнин — до провінції прерій, пустелі півдня — до Сонорської провінції Західноамериканської підобласті, штати Півночі — до Каролінсько-Аллеганської, штати Півдня — до Луїзіанської провінції Східноамериканської підобласті, території поблизу Великих озер, штат Мен і Монтана — до Канадської провінції Циркумбореальної підобласті. Північ Аляски — до Арктичної підобласті, центр і південь Аляски — до Канадської провінції Циркумбореальної підобласті Голарктичної області. Гавайські острови лежать у Гавайській підобласті Австралійської області.

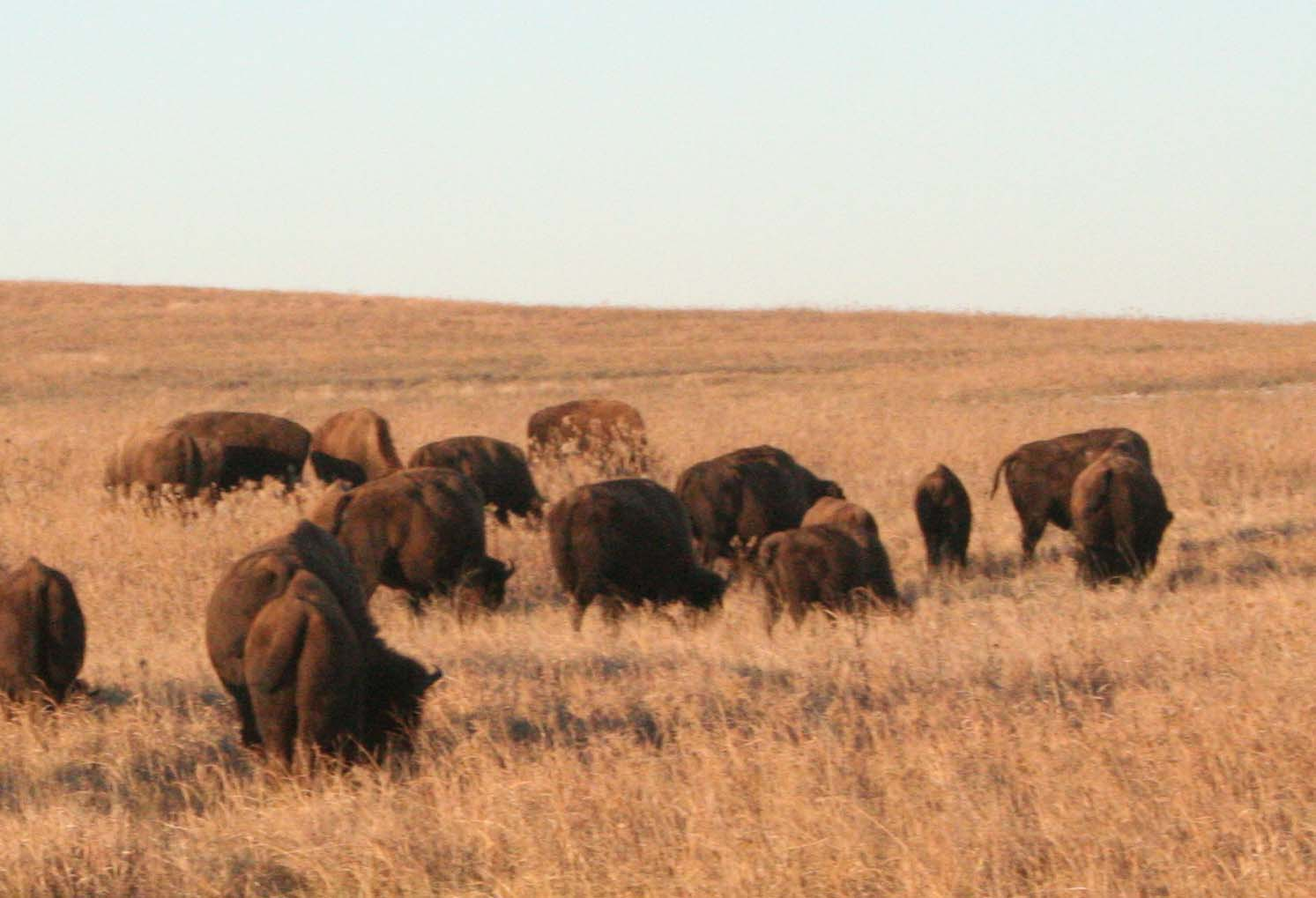
Бізони у преріях Оклахоми

## Охорона природи

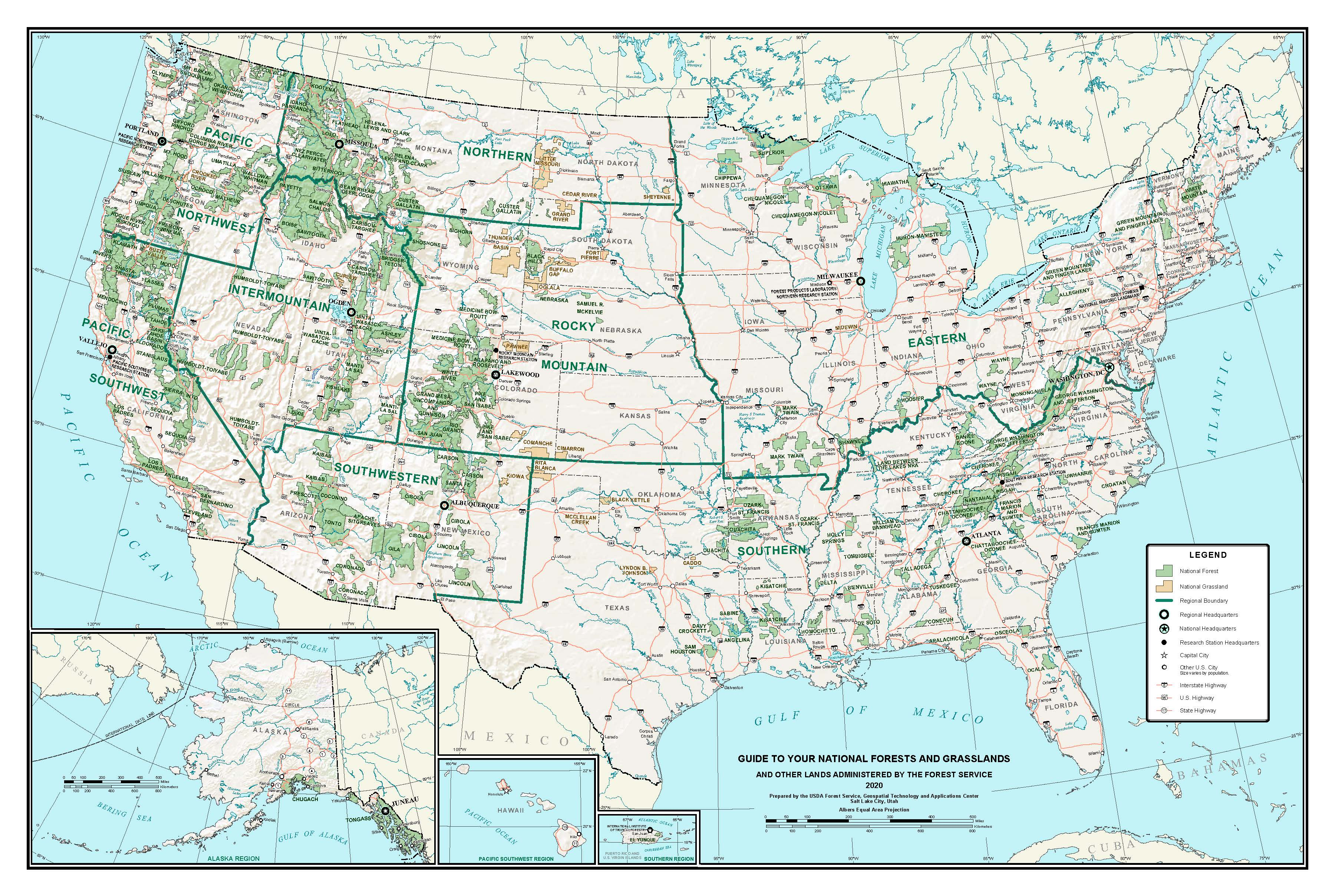
Карта національних лісів США (англ.)
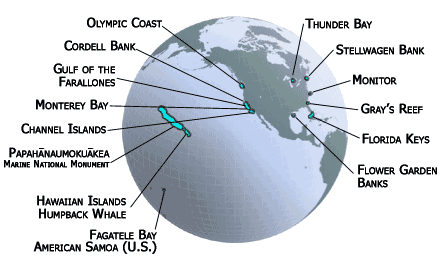
Мережа охоронюваних морських ділянок
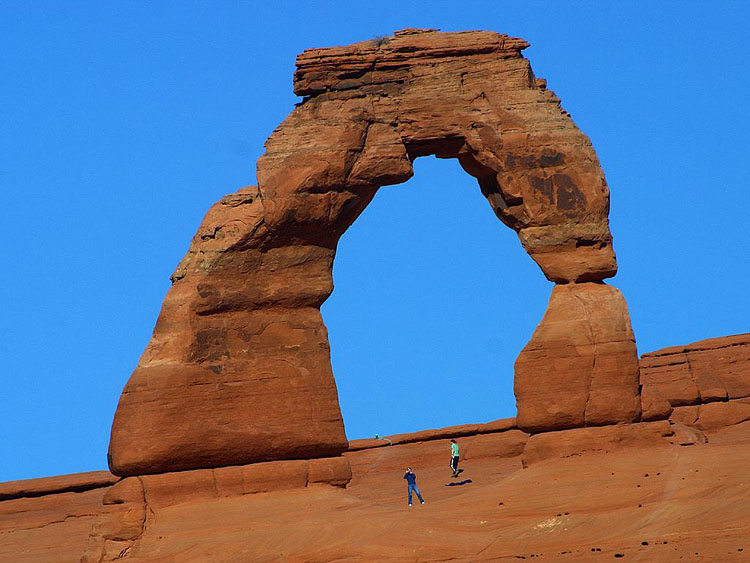
Національний парк Арчес, Юта

США є учасником ряду міжнародних угод з охорони навколишнього середовища:
- Конвенції про транскордонне забруднення повітря (CLRTAP),
- Мадридського протоколу про охорону навколишнього середовища до Договору про Антарктику,
- Рамкової конвенції ООН про зміну клімату (UNFCCC),
- Конвенції ООН про боротьбу з опустелюванням (UNCCD),
- Конвенції про міжнародну торгівлю видами дикої фауни і флори, що перебувають під загрозою зникнення (CITES),
- Конвенції про заборону військового впливу на природне середовище (ENMOD),
- Лондонської конвенції про запобігання забрудненню моря скиданням відходів,
- Конвенції з охорони морських живих ресурсів,
- Монреальського протоколу з охорони озонового шару,
- Міжнародної конвенції запобігання забрудненню з суден (MARPOL),
- Міжнародної угоди про торгівлю тропічною деревиною 1983 і 1994 років,
- Рамсарської конвенції із захисту водно-болотних угідь[16],
- Міжнародної конвенції з регулювання китобійного промислу[1].

Урядом країни підписані, але не ратифіковані міжнародні угоди щодо:
- Конвенції про транскордонне забруднення повітря (CLRTAP)-Persistent Organic Pollutants,
- Конвенції про транскордонне забруднення повітря (CLRTAP)-Volatile Organic Compounds,
- Конвенції про біологічне різноманіття (CBD),
- Кіотського протоколу до Рамкової конвенції,
- Базельської конвенції протидії транскордонному переміщенню небезпечних відходів[1]

## Стихійні лиха та екологічні проблеми
На території країни спостерігаються небезпечні природні явища і стихійні лиха:
- цунамі на тихоокеанському узбережжі;
- активний вулканізм на заході Аляски, Алеутських островах (вулкан Павлоф, 2519 м, що становить потенційну загрозу авіаперевезенням між Північною Америкою та Східною Азією), Гавайських островах (Мауна-Лоа, 4170 м), Північних Маріанських, штаті Вашингтон (вулкани Маунт-Рейнір (4392 м) і Сент-Хеленс (2549 м), відомий своїм руйнівним виверженням 1980 року);
- землетруси на тихоокеанському узбережжі;
- урагани на узбережжях Атлантичного океану і Мексиканської затоки;
- торнадо на Середньому й Південному Заході;
- зсуви ґрунту в Каліфорнії;
- лісові пожежі у горах на заході;
- повіді;
- вічна мерзлота на півночі Аляски, що є суттєвою перешкодою для її освоєння[1].

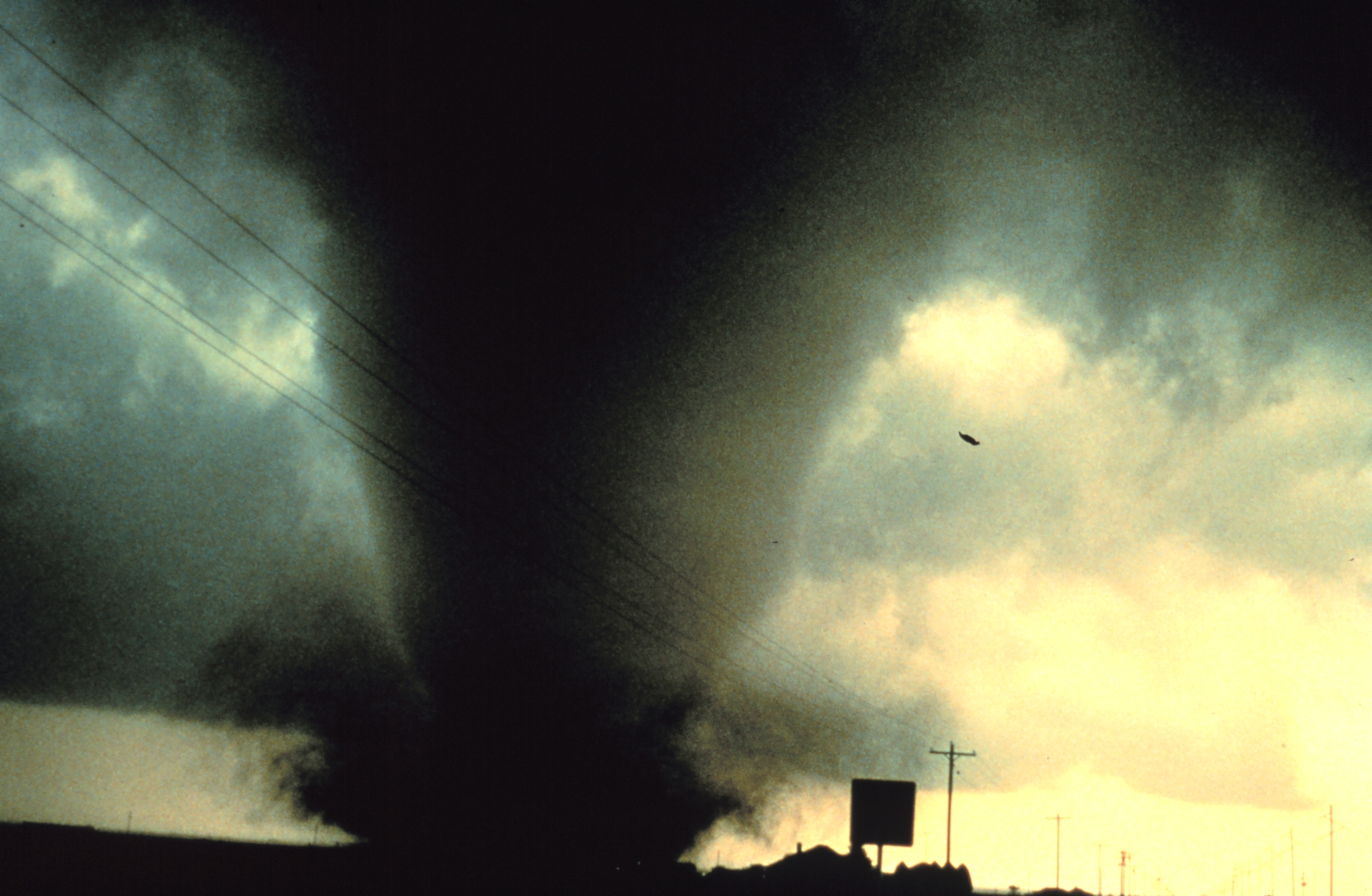
Торнадо у Техасі, 2 червня 1995 року
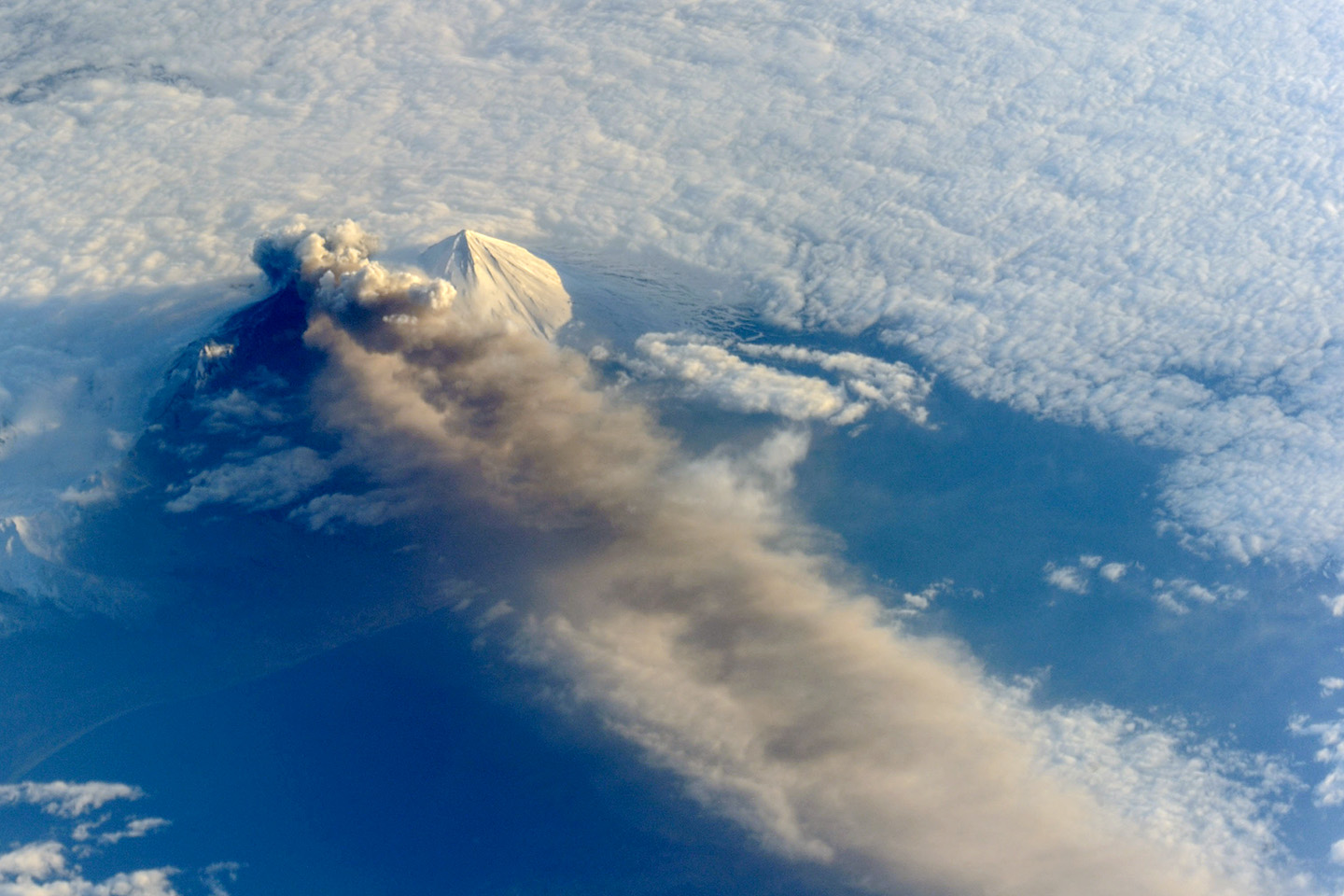
Виверження вулкана Павлоф, 2013 рік
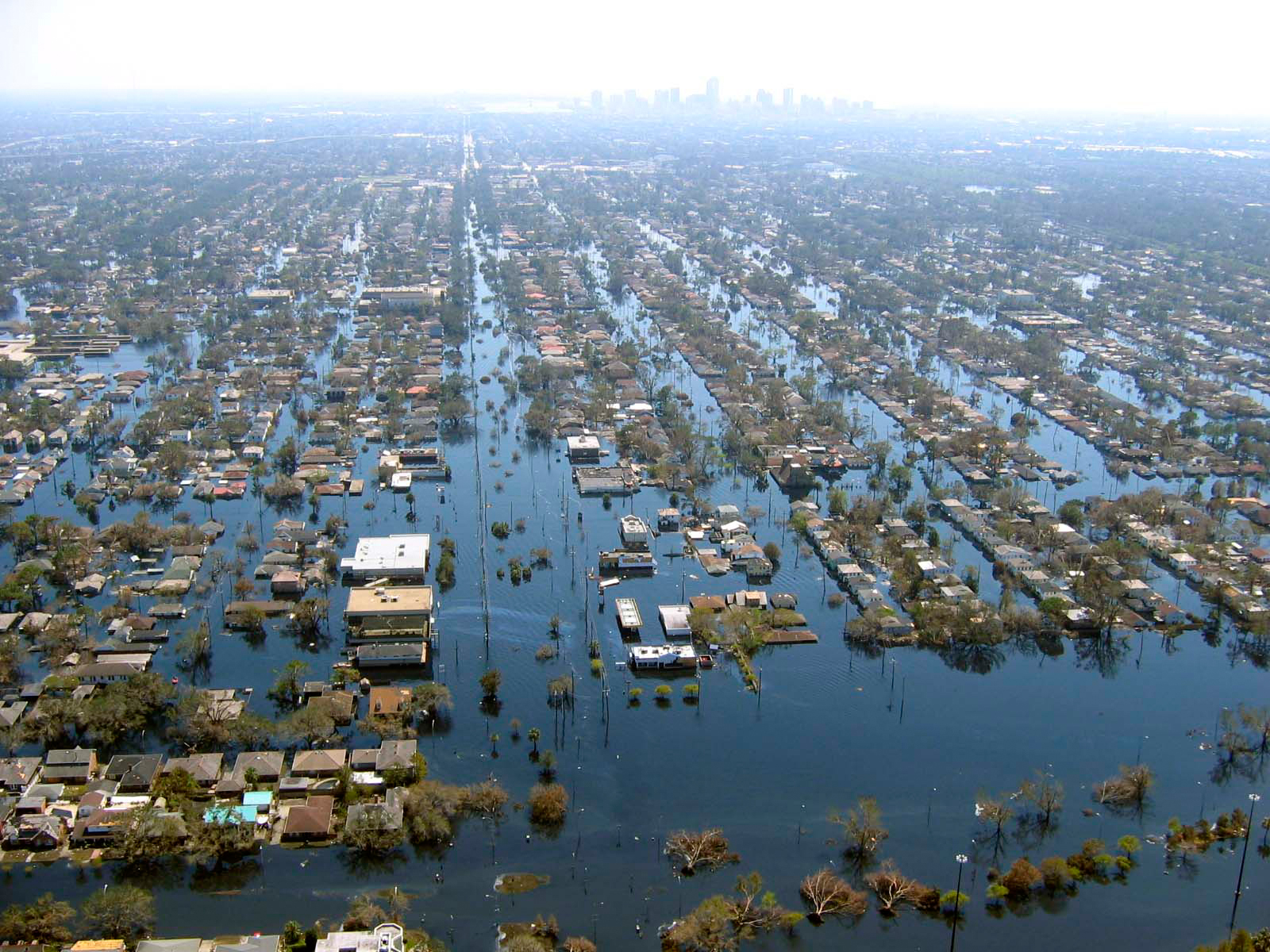
Наслідки урагану Катрина в Новому Орлеані, 2005 рік
- Карта поширення лісових пожеж

Серед екологічних проблем варто відзначити:
- величезний обсяг викидів вуглекислого газу, що його продукує енергетика на викопному паливі;
- забруднення повітря;
- кислотні дощі;
- забруднення вод пестицидами і мінеральними добривами;
- обмежені ресурси природних джерел питної води у західній частині країни;
- спустелювання на південному заході.

## Фізико-географічне районування
У фізико-географічному відношенні територію Сполучених Штатів Америки можна розділити на 10 великих регіонів, що відрізняються один від одного рельєфом, кліматом, рослинним покривом:
- Аппалачі — гірський край, що тягнеться на 1900 км від північної частини штату Мен до центральної частини штату Алабама. Тут розташовані всі значні гірські вершини сходу США, з них не менше 20 перевищують 1520 м і 8 — 1830 м. У складі регіону виділяють такі райони: Підмонт, гори Блу-Рідж, Хребти і Долини, Аппалачське плато, гори Адірондак, долина річки Св. Лаврентія і Нова Англія.
- Берегові рівнини охоплюють велику територію, що відкривається до Атлантичного океану і Мексиканської затоки. Загальна протяжність берегової лінії цих рівнин перевищує 3200 км. Поверхня рівнин переважно плоска або пологохвиляста, з невисокими горбами і грядами. Більше половини території провінції розташовано на висотах менше 30 м над рівнем моря, і тільки в декількох місцях вище 150 м. Розрізнюють Приатлантичну і Примексиканську рівнини.
- Внутрішні височини.
- Внутрішні рівнини.
- Височини біля озера Верхнього.
- Скелясті гори.
- Міжгірні плато.
- Тихоокеанські Берегові гори.
- Аляска.
- Гавайські острови.

Фізико-географічні регіони США
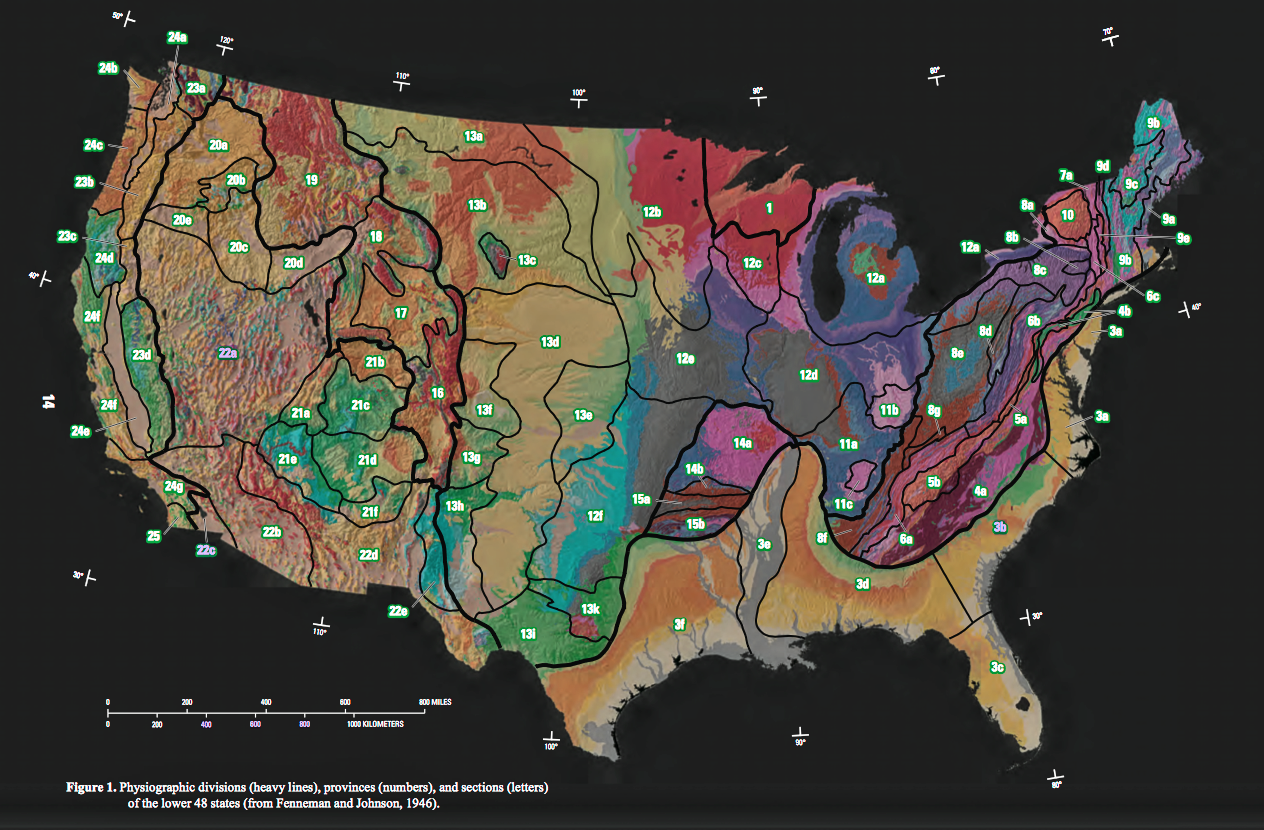
Фізико-географічне районування США
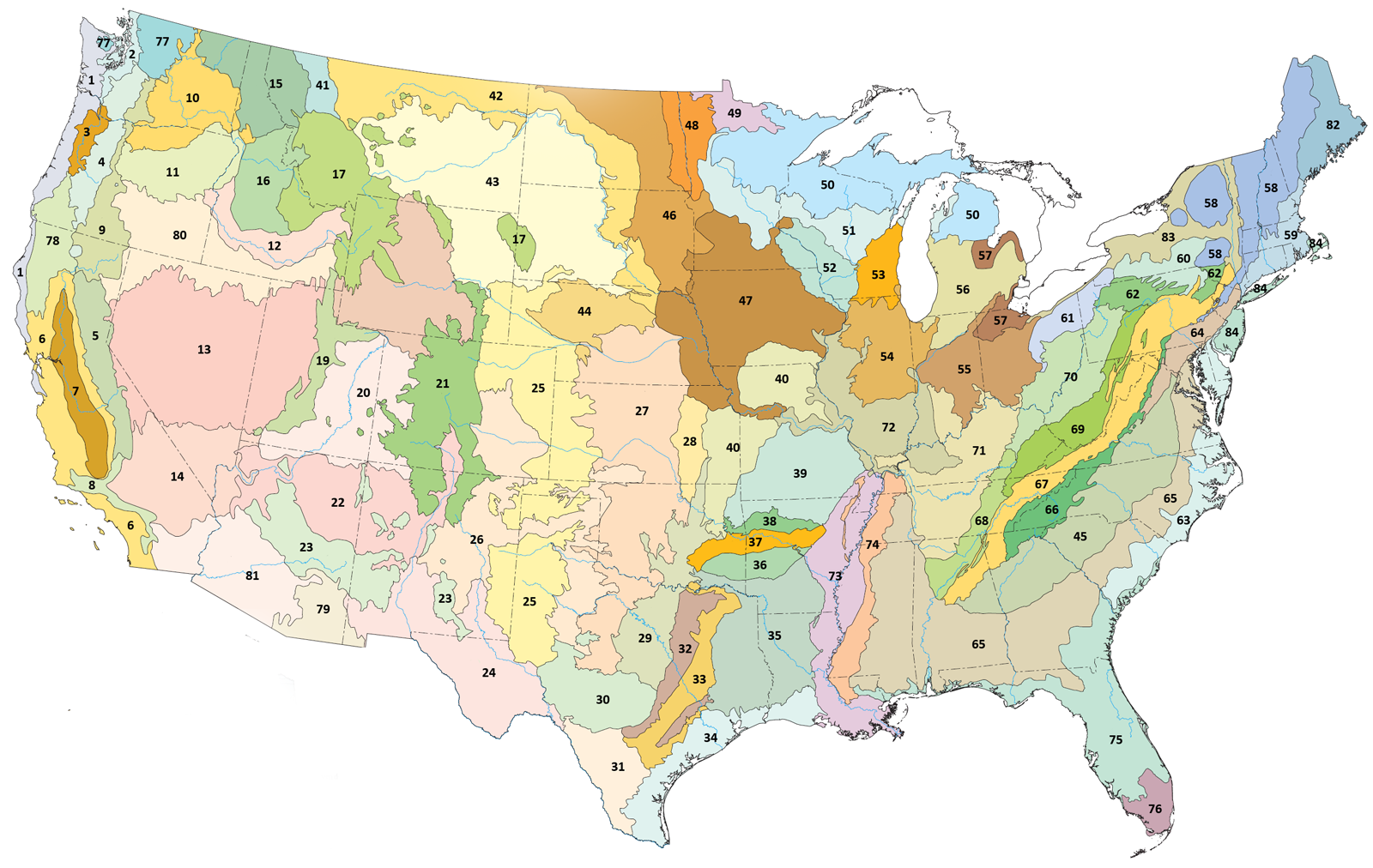
Екорегіони США третього рівня

### Українською
- Атлас світу / голов. ред. І. С. Руденко ; зав. ред. В. В. Радченко ; відп. ред. О. В. Вакуленко. — К. : ДНВП «Картографія», 2005. — 336 с. — ISBN 9666315467.
- Атлас. 7 клас. Географія материків і океанів / Укладачі О. Я. Скуратович, Н. І. Чанцева. — К. : ДНВП «Картографія», 2014.
- Бєлозоров С. Т. Географія материків. — К. : Вища школа, 1971. — 371 с.
- Барановська О. В. Фізична географія материків і океанів : навч. посіб. для студентів ВНЗ : [у 2 ч.]. — Н. : Ніжинський державний університет ім. Миколи Гоголя, 2013. — 306 с. — ISBN 978-617-527-106-3.
- Сполучені Штати Америки // Гірничий енциклопедичний словник : [у 3-х тт.] / за ред. В. С. Білецького. — Д. : Східний видавничий дім, 2004. — Т. 3. — 752 с. — ISBN 966-7804-78-X.
- Дубович І. А. Країнознавчий словник-довідник. — 5-те вид., перероб. і доп. — К. : Знання, 2008. — 839 с. — ISBN 978-966-346-330-8.
- Економічна і соціальна географія країн світу. Навчальний посібник / За ред. Кузика С. П. — Л. : Світ, 2002. — 672 с. — ISBN 966-603-178-7.
- Панасенко Б. Д. Фізична географія материків : навч. посіб. : в 2 ч. — В. : ЕкоБізнесЦентр, 1999. — 200 с.
- Юрківський В. М. Регіональна економічна і соціальна географія. Зарубіжні країни: Підручник. — 2-ге. — К. : Либідь, 2001. — 416 с. — ISBN 966-06-0092-5.

### Англійською
- (англ.) Graham Bateman. The Encyclopedia of World Geography. — Andromeda, 2002. — 288 с. — ISBN 1871869587.

### Російською
- (рос.) Авакян А. Б., Салтанкин В. П., Шарапов В. А. Водохранилища. — М. : Мысль, 1987. — 326 с. — (Природа мира)
- (рос.) Алисов Б. П., Берлин И. А., Михель В. М. Курс климатологии [в 3-х тт.] / под. ред. Е. С. Рубинштейна. — Л. : Гидрометиздат, 1954. — Т. 3. Климаты земного шара. — 320 с.
- (рос.) Апродов В. А. Вулканы. — М. : Мысль, 1982. — 368 с. — (Природа мира)
- (рос.) Апродов В. А. Зоны землетрясений. — М. : Мысль, 2010. — 462 с. — (Природа мира) — ISBN 978-5-244-01122-7.
- (рос.) Бабаев А. Г., Зонн И. С., Дроздов Н. Н., Фрейкин З. Г. Пустыни. — М.  : Мысль, 1986. — 320 с. — (Природа мира)
- (рос.) Букштынов А. Д., Грошев Б. И., Крылов Г. В. Леса. — М. : Мысль, 1981. — 316 с. — (Природа мира)
- (рос.) Власова Т. В. Физическая география материков. С прилегающими частями океанов. Евразия, Северная Америка. — 4-е, перераб. — М. : Просвещение, 1986. — 417 с.
- (рос.) Гвоздецкий Н. А. Карст. — М. : Мысль, 1981. — 214 с. — (Природа мира)
- (рос.) Гвоздецкий Н. А., Голубчиков Ю. Н. Горы. — М. : Мысль, 1987. — 400 с. — (Природа мира)
- (рос.) Долгушин Л. Д., Осипова Г. Б. Ледники. — М. : Мысль, 1989. — 448 с. — (Природа мира) — ISBN 5-244-00315-1.
- (рос.) Географический энциклопедический словарь: географические названия / под. ред. А. Ф. Трёшникова. — 2-е изд., доп. — М. : Советская энциклопедия, 1989. — 585 с. — ISBN 5-85270-057-6.
- (рос.) Исаченко А. Г., Шляпников А. А. Ландшафты. — М. : Мысль, 1989. — 504 с. — (Природа мира) — ISBN 5-244-00177-9.
- (рос.) Каплин П. А., Леонтьев О. К., Лукьянова С. А., Никифоров Л. Г. Берега. — М. : Мысль, 1991. — 480 с. — (Природа мира) — ISBN 5-244-00449-2.
- (рос.) Словарь современных географических названий / под общей редакцией акад. В. М. Котлякова. — Екатеринбург : У-Фактория, 2006.
- (рос.) Литвин В. М., Лымарев В. И. Острова. — М. : Мысль, 2010. — 288 с. — (Природа мира) — ISBN 978-5-244-01129-6.
- (рос.) Лобова Е. В., Хабаров А. В. Почвы. — М. : Мысль, 1983. — 304 с. — (Природа мира)
- (рос.) Максаковский В. П. Географическая картина мира. Книга I: Общая характеристика мира. — М. : Дрофа, 2008. — 495 с. — ISBN 978-5-358-05275-8.
- (рос.) Максаковский В. П. Географическая картина мира. Книга II: Региональная характеристика мира. — М. : Дрофа, 2009. — 480 с. — ISBN 978-5-358-06280-1.
- (рос.) США // Поспелов Е. М. Топонимический словарь. — М. : АСТ, 2005. — 229 с. — ISBN 5-17-016407-6.
- (рос.) Сандерсон И. Северная Америка. — М. : Прогресс, 1979. — 304 с. — (Континенты, на которых мы живем)
- (рос.) Физико-географический атлас мира. — М. : Академия наук СССР и Главное управление геодезии и картографии ГУГК СССР, 1964. — 298 с.
- (рос.) Энциклопедия стран мира / глав. ред. Н. А. Симония. — М. : НПО «Экономика» РАН, отделение общественных наук, 2004. — 1319 с. — ISBN 5-282-02318-0.